# 日本のナンバープレート

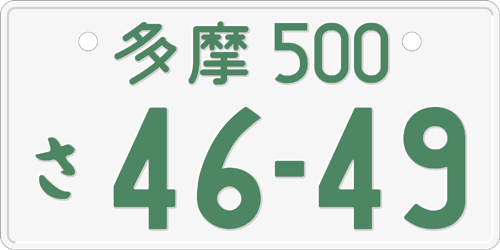
日本のナンバープレートの例

日本のナンバープレート（にほんのナンバープレート）では、日本における自動車用ナンバープレートについて記載する。日本での自動車用ナンバープレートの正式名称は車両の区分によって異なり、自動車登録番号標（じどうしゃとうろくばんごうひょう）または、車両番号標（しゃりょうばんごうひょう）、標識（ひょうしき）とされている。

## 概要

### 自動車登録番号標
自動車登録番号標（じどうしゃとうろくばんごうひょう）は登録自動車のナンバープレートであり、道路運送車両法第19条に次のように規定されている。
| 「 | 自動車は、国土交通省令で定めるところにより、第十一条第一項（同条第二項及び第十四条第二項において準用する場合を含む。）の規定により国土交通大臣又は第二十五条の自動車登録番号標交付代行者から交付を受けた自動車登録番号標及びこれに記載された自動車登録番号を見やすいように表示しなければ、運行の用に供してはならない。 | 」 |

取付けについては、道路運送車両法施行規則第7条に、次のように規定されている。
| 「 | 法第十一条第一項 （同条第二項 及び第十四条第二項 において準用する場合を含む。）及び第五項 並びに法第二十条第四項 の規定による自動車登録番号標の取付けは、自動車の前面及び後面の見やすい位置に確実に行うものとする。ただし、三輪自動車、被牽引自動車又は国土交通大臣の指定する大型特殊自動車にあつては、前面の自動車登録番号標を省略することができる。 | 」 |

### 車両番号標
車両番号標（しゃりょうばんごうひょう）は登録自動車以外の一部の自動車のナンバープレートであり、道路運送車両法第73条に次のように規定されている。
| 「 | 検査対象軽自動車及び二輪の小型自動車は、国土交通省令で定める位置に第六十条第一項後段の規定により指定を受けた車両番号を記載した車両番号標を表示し、かつ、その車両番号を見やすいように表示しなければ、これを運行の用に供してはならない。 | 」 |

取付けについては、道路運送車両法施行規則第7条に、次のように規定されている。
| 「 | 法第七十三条第一項 の国土交通省令で定める位置は、次のとおりとする。 一 三輪の検査対象軽自動車若しくは被けん引自動車である検査対象軽自動車又は二輪の小型自動車にあつては、その後面の見やすい位置 二 前号に掲げる検査対象軽自動車以外の検査対象軽自動車にあつては、その前面及び後面の見やすい位置 | 」 |

### 標識
標識（ひょうしき）は、小型特殊自動車や道路運送車両法上の原動機付自転車（125cc以下の二輪やミニカー等）のナンバープレートであり、市町村（特別区を含む。以下同じ。）の条例に基づく地方税の課税に付随する制度において交付される。標識の表示等が義務付けられる例として、東京都中央区の中央区特別区税条例の規定における一定の場合の義務付け、及び道路交通法の規定の委任に基づいて定められた東京都道路交通規則の規定による義務付けがある。
なお、50 ccを越え125 cc以下のオートバイにサイドカーを付けた車両は、道路運送車両法上は「二輪の軽自動車」として扱われ、原付用標識ではなく、前記の車両番号標の標示が義務づけられる。

### 取り付け、封印
ナンバープレートへの記載内容と文字レイアウトのほか、色や取り付け位置などについて規定がある場合がある。登録自動車の場合、後部のナンバープレートに取り付け時に金属の封印が施されるが、特殊な工具を使用して取り外す犯行が多発しているため、2004（平成16）年度から順次新しい封印に切り替えられることとなった。

### その他
牽引自動車の場合、牽引する車両と牽引される車両はそれぞれが一台の車両とみなされて、別のナンバープレートがつけられている。
なお、土砂を運搬する大型ダンプカーの両側面および背面に記載されている「埼玉（販）12345」（（販）は○囲みの販）のような表記は、自動車の登録番号とは別のもので、「表示番号」あるいは「背番号」と呼ばれる。
自動車は、登録地域の国土交通省運輸監理部、運輸支局又は自動車検査登録事務所（内閣府沖縄総合事務局にあっては、陸運事務所、宮古運輸事務所又は八重山運輸事務所。）の管轄区域毎に表示される地域名が決まる。多くの場合、運輸支局及び自動車検査登録事務所の名称がそのまま表示されることになり、旧国名、府県名、都市名から取ったものが多い。この他、2006年（平成18年）10月10日からご当地ナンバーが加わった。
一般的に、分類番号の上1桁をとって「5ナンバー」や「3ナンバー」などと呼ばれる。

## 歴史

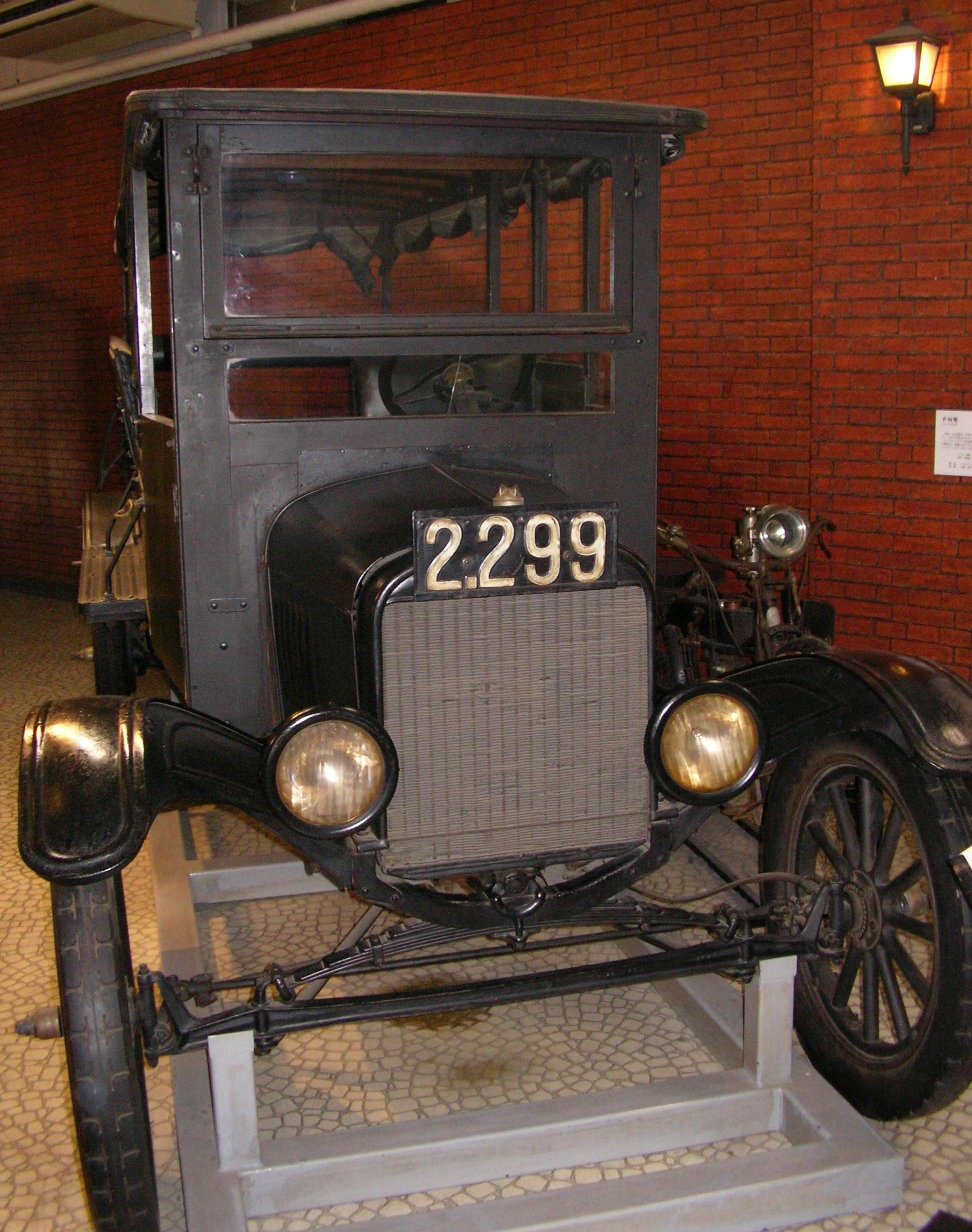
大正時代のナンバープレート(円太郎バス)。黒地に白文字であることから、自家用扱いのようである。

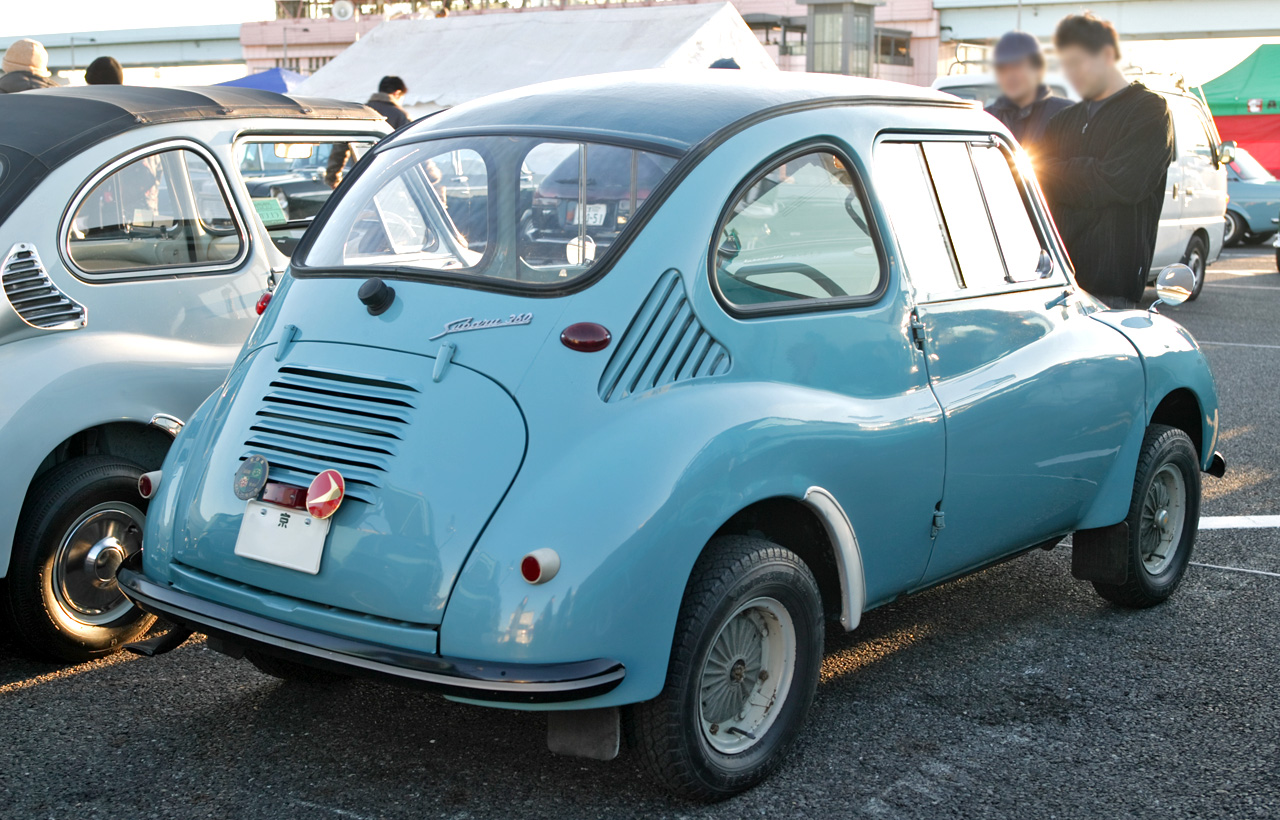
「京」1文字の京都ナンバー車。スバル360。74年式以前であるため、軽自動二輪車と同じ小板である。

明治時代になって、日本に初めて自動車が登場した頃は、ごくわずかな富裕層しか自動車に乗ることができなかったことから一般公道を走行するときでもナンバープレートを装着する義務はなかった。しかし、当時の日本は交通信号機や道路標識などの交通安全施設も全く整備されていなかったことから、自動車事故が多発するようになったため、1907年（明治40年）にナンバープレートの装着が義務付けられた。
最初に導入されたナンバープレートは、4桁のアラビア数字が表記されただけのシンプルなものであったが、自動車の保有台数も少なかったためそれだけでも所有者の特定は可能であった。次第に自動車保有台数が増加してくると4桁の数字のみのナンバープレートでは管理が困難となり、大正時代に入ってから4桁の数字のほかに地名が付記されるようになった。1913年に施行された当初の地名表記は、東京府を除いた府県名の頭文字をアルファベットで表したものであったが、紛らわしくわかりづらかったことから、1919年（大正8年）の「自動車取締令」施行の際に、京都府は「京」、神奈川県は「神」、愛知県は「愛」など頭文字の漢字表記1文字に改められた。東京府が管轄するナンバープレートについては、首都であることから変わらず4桁のアラビア数字のみのナンバープレートであった。
その後、1960年代のモータリゼーションが本格的になると自動車保有台数は急激に増大し、都道府県ごとに1か所の陸運事務所（現：運輸支局）では管理しきれなくなった。このため自動車が多い陸運事務所は支所（現：自動車検査登録事務所）を設置するようになり、支所で交付するナンバープレートについては、支所が所在する地名が表記されるようになった。まず、登録台数の多い東京都が最初に支所交付のナンバープレートが払い出され、のちに大阪府や神奈川県もそれに続き、地方の道府県でも新しい地名のナンバープレートが払い出されるようになった。1999年（平成11年）には栃木県で「とちぎ」ナンバーが誕生したことにより、全国のナンバープレートは87種類の地名にまで増加した。
1955年（昭和30年）3月28日には、軽自動車・自動二輪車を除く自動車のナンバープレートがほぼ現在と同じ様式になる。同時に地名表示については、同じ漢字を使用する都道府県は人口の一番多い地域を頭文字のみ、それ以外は完全表示で表示されるようになった。軽自動車は1975年（昭和50年）1月1日に、それまでの小板が廃止され、ほぼ現在と同じ様式となったが、地名表示は当初から全地域で完全表記されていた。1988年（昭和63年）1月1日以降は、軽自動車以外の自動車の地名表示も、全て完全表示となった。なお、1975年（昭和50年）の軽自動車の黄色のナンバープレートの導入の理由として、「高速道路の料金所で目視で普通車と識別するため」とするメディアが見られるが、日本道路公団の高速自動車国道の料金で「軽自動車等」が普通車と区別されるようになったのは、1989年（平成元年）6月1日からであり、黄色のナンバープレート導入時には軽自動車と普通車は同じ区分の料金であったことから料金所で識別する必要はなかった。
分類番号についても当初は1桁のみであったが、1967年（昭和42年）10月2日の「道路運送車両法施行規則」の一部改正に伴い順次2桁化された。1998年（平成10年）5月19日に一部先行地域で希望制ナンバープレートの導入に伴い3桁化され、1999年（平成11年）5月14日に全国導入される。軽自動車も2005年（平成17年）1月1日より分類番号が3桁化された。
2006年（平成18年）に、地域振興・観光振興を図ることを目的に「ご当地ナンバー」制度が導入されると、これまでのナンバープレートの在り方も大きく変化する。運輸支局や自動車登録事務所がなくとも、地元の要望で地域名が表記ができるようになり、続々と「ご当地ナンバー」に名乗りを上げる地域が出てきた。第1回目の登録地域として19地域が認められ、2008年より交付が始められた。第2回目は、2014年に10地域が認定され、全国で116種のナンバープレートが公布されることとなった。
2018年（平成30年）1月12日から、練馬ナンバーでアルファベットの入ったナンバープレートが交付され始め、同18日には横浜ナンバーでも始められた。また軽自動車については、2019年（令和元年）7月頃から三重ナンバーでアルファベットの入ったものが交付され始めた。
2025年(令和7年)5月7日から新たに、「十勝」「日光」「江戸川」「安曇野」「南信州」の5地域の交付開始。また、青森県田舎館村が「弘前ナンバー」地域に編入。

## 形体

### 形状と大きさ
北米のナンバープレートと同じ縦横比を持つ長方形であり、世界的にみても大きめのサイズが採用されている。欧州などでは軽量で復元性の高いプラスチック製のナンバープレートの導入が進んでいるが、日本のものは文字や数字を凸型に刻印したアルミニウム製である（字光式ナンバーを除く）。また、大型自動車に寸法の大きいナンバープレートが用意されるのは珍しく、日本、タイ王国などである。
大型番号標（おおがたばんごうひょう）
通称大板（おおばん） : 縦220mm×横440mm
縦横比は1：2。上部に2か所、下部に2か所のボルトで固定する。
普通自動車で車両総重量8トン以上、最大積載量5トン以上。または、乗車定員30名以上のもの。
中型番号標（ちゅうがたばんごうひょう）
通称中板（ちゅうばん） : 縦165mm×横330mm
縦横比は1：2。上部に2か所のボルトで固定する。
大板もしくは小板の対象外のもの。
小型番号標（こがたばんごうひょう）
通称小板（しょうばん） : 縦125mm×横230mm
縦横比は1：1.84。上部に2か所のボルトで固定する。
軽2輪・小型2輪および検査対象外軽自動車。
2012年に国土交通省の「ナンバープレートのあり方に関する懇談会」において、欧州式の横長のナンバープレートへの変更が検討されたが、「ナンバープレートの形状を実際に見直すだけの正当性やメリットを十分には説明できていない」として見送りとなった。
市町村交付の標識（ひょうしき）については「デザインナンバープレート」も参照。大きさの使い分けについては#分類番号を参照。

### 配色
配色は、1975年（昭和50年）1月以降初回登録の軽自動車を除き、自家用自動車は白地に緑文字で、事業用自動車は緑地に白文字である。これに加えて、250ccを越える普通自動二輪車と大型自動二輪車は、自家用には緑枠が付き、事業用には白枠が付く。1975年1月以降初回登録の軽自動車は自家用が黄地に黒字、事業用が黒地に黄字である。

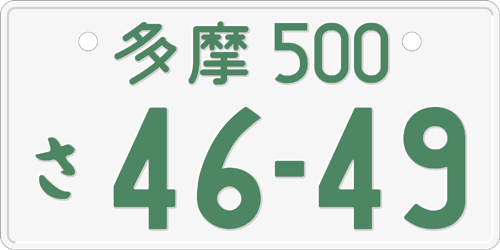
普通自動車 自家用中板
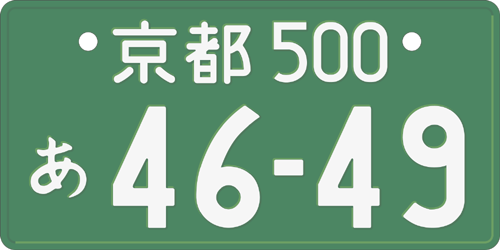
普通自動車 事業用中板
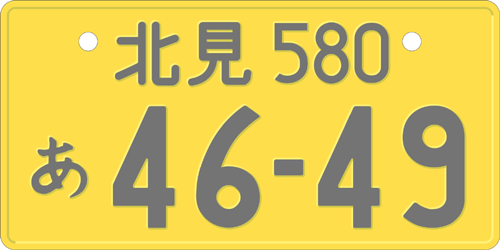
軽自動車 自家用 初回登録
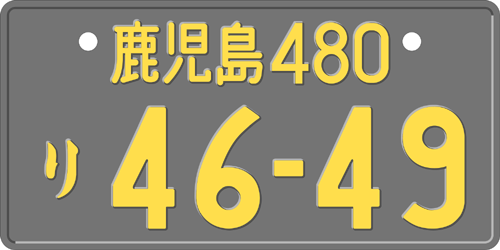
軽自動車 事業用 初回登録
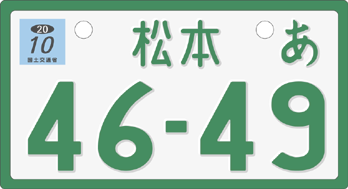
自動二輪車 自家用小板
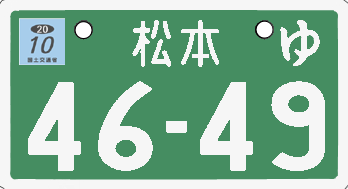
自動二輪車 事業用小板

125cc以下の普通自動二輪車と原動機付自転車、ミニカー、小型特殊自動車は市区町村によって税区分ごとにプレートの地色が定められている。 自治体によって区別方法や表示内容に差異はあるが、概ねそれぞれ桃（90cc超）、黄（50cc超90cc以下）、白（50cc以下）、薄青、緑であることが多い。文字色は自治体によって大きくばらつきがあるが、黒や紺などの濃色が多く使用される。

### 図柄入りナンバープレート
道路運送車両法及び自動車検査独立行政法人法の一部を改正する法律（平成27年法律第44号）により、自動車のナンバープレートに図柄を表示する「図柄入りナンバープレート制度」が創設された。地域振興、観光振興等を推進するため、としている。東京五輪特別仕様ナンバープレート、地方版図柄入りナンバープレート（ご当地ナンバーとの併用も想定）を、全国52の代行者により寄付金付きで交付されることが可能となり、寄付金の募集・配分を行う第三者機関が、バリアフリー化事業等を実施する者に配分する。
初の図柄入りナンバープレートは、2019年日本で開催されたラグビーワールドカップを記念した特別ナンバープレートで、2017年2月13日受付開始、同年4月3日から順次交付となった。
「2020年東京オリンピック・パラリンピック」記念ナンバープレートは白基調にオリンピックにちなんだ意匠が入ったナンバープレートである。
1,000円以上の寄付金を納付すれば、既存ナンバーでも交換は可能だが、公職に就く者（特に地方議会議員や国会議員）及びその候補者は、寄付行為を禁止した公職選挙法199条に抵触する恐れが浮上した事から、2019年4月1日に関係告示を改正し、該当者に限り、寄付なくとも図柄入りナンバーの取得が可能となった。

## 地名
本来は払い出された運輸支局または自動車検査登録事務所を表す文字のことであったが、「ご当地ナンバー」が導入されたために、現在では使用の本拠を示す地域名となっている。
ナンバープレート上部左側に1文字から4文字の地名が原則表示される。2006年（平成18年）10月10日以降「ご当地ナンバー」が導入されて地名が増え、2025年5月7日現在の地名は138種類ある。
運輸支局が同一都道府県内に自動車検査登録事務所を設けている場合は、混同を避けるために、運輸支局管轄区域のナンバープレートには、運輸支局の名称ではなく所在都市を表示している。例えば、神奈川運輸支局は「横浜」、東京運輸支局は区名の「品川」、神戸運輸監理部 兵庫陸運部は「神戸」という具合である。ただし例外もあり、「習志野」ナンバーを交付する千葉運輸支局習志野自動車検査登録事務所の所在地は千葉県船橋市である（隣に習志野市が存在するが「習志野」という地名が元々旧陸軍習志野練兵場に由来し現在の船橋・習志野・八千代の3市にまたがっていたため）。大阪府寝屋川市に所在する大阪運輸支局は「大阪」を表示していたが、支所である自動車検査登録事務所を大阪市に設けた際に、混同を避けるために「なにわ自動車検査登録事務所」という名称にした経緯がある。また、愛知県の「尾張小牧」ナンバーは、小牧市に所在する小牧自動車検査登録事務所が管轄するが、「小牧」の名称を拒んだ一宮市と春日井市の反対によって、令制国名の尾張を冠することで決着をみている。これと同様の例が「とちぎ」ナンバーで、栃木県佐野市に所在する佐野自動車検査登録事務所を新たに設置する際に、ナンバープレートの名称をめぐり佐野市周辺自治体住民の猛反発が起こって佐野市側との間で対立する事態となり、問題の収拾にあたった栃木県が佐野市に検査登録事務所を置かないことも辞さない強硬姿勢を示して佐野市側を強引に説得したことで、周辺自治体が主張する「とちぎ」になった経緯を持つ。なお、他の例外として愛知県豊田市の西三河自動車検査登録事務所が「西三河」ナンバーではなく「三河」ナンバーである。こちらは、「西三河自動車検査場」という名称で設立されたが、当時は三河地区全体を管轄していたため「三河」ナンバーとなった。
自動車検査登録事務所がある場合でも、離島の場合は登録台数が極端に少ないという理由で、検査登録事務所名を表すナンバープレートが交付できない地域もある。例として、長崎県の対馬と壱岐を管轄する厳原自動車検査登録事務所は「長崎」を交付し、鹿児島県の奄美大島に所在する大島自動車検査登録事務所（ご当地ナンバー交付に合わせては奄美自動車検査登録事務所に改名）はご当地ナンバー「奄美」を交付する以前は「鹿児島」を交付していた。沖縄県は、沖縄総合事務局陸運事務所が管轄し、宮古運輸事務所と八重山運輸事務所があるが、全て「沖縄」で統一されている。
ご当地ナンバーは、運輸支局か自動車検査登録事務所の所在地を原則として表示するという規制を緩和して2006年度から実施されたもので、検査登録事務所がない地域でも地元の強い要望によってその地域名を表示したナンバープレートであり、「伊豆」（静岡県）や「会津」（福島県）などがその例である。また、「富士山」ナンバーは山梨運輸支局と沼津自動車検査登録事務所、「知床」ナンバーは釧路運輸支局と北見運輸支局のそれぞれ2ヶ所で交付されている。

## 分類番号
ナンバープレート上部に表記される地名の右側に、自動車の種別および用途によって、1桁から3桁までの数字が表示される。これを分類番号（ぶんるいばんごう）と称する。
分類番号の上1桁により自動車の大まかな用途（乗用、貨物、特種用途、大型特殊のいずれか）や大きさ（普通、小型のいずれか）がわかる。3桁の場合は払い出されたナンバープレートが希望番号であるかどうかもわかる。上1桁の数字により、以下のように分類される。一桁目の数字を用いて単に「◯」ナンバーと呼ばれることも多い。

### 自動車（登録車）
上1桁が「1」 - 普通中型貨物自動車、普通大型貨物自動車
普通自動車のうち貨物用途のものが普通貨物車として分類される。最大積載量5t以上または車両総重量8t以上の大型貨物及び特定中型貨物には大板が適用され、最大積載量5t未満かつ車両総重量8t未満の中型貨物には中板が適用される。
上1桁が「2」 - 普通中型乗合自動車、普通大型乗合自動車（定員11名以上）
普通自動車のうち乗用でなおかつ乗車定員が11名以上のものがここに分類される。乗車定員30名以上または車両総重量8t以上の大型バスには大板が適用され、乗車定員29名以下かつ車両総重量8t未満のマイクロバスには中板が適用される。
上1桁が「3」 - 普通中型乗用自動車、普通大型乗用自動車
普通自動車のうち乗用でなおかつ乗車定員が10名以下のものは普通乗用車として分類される。
上1桁が「4」 - 普通小型貨物自動車
小型自動車のうち貨物用途のものは小型貨物車として分類される。
上1桁が「5」 - 普通小型乗用自動車、普通小型乗合自動車
小型自動車のうち乗用のものは小型乗用車として分類される。
また小型自動車規格に合致している乗車定員11名以上の乗合自動車もここに分類され、特に幼児送迎用のマイクロバスがこれにあたる。なお、当該車種は幼児の乗車定員が12名でも、運転手と引率者の乗車定員が3名の場合は乗車定員が10名を超えるため、道路交通法での扱いは中型自動車（特定中型自動車）となるも「5」で登録される。
上1桁が「6」 - 普通小型貨物自動車
分類番号が3桁になる前は三輪貨物であったが、現在は「4」と同じ小型貨物車に適用される。ただし「4」が埋まるまでは登録されない。
上1桁が「7」 - 普通小型乗用自動車、普通小型乗合自動車
本来三輪乗用であったが、現在は「5」と同じ小型乗用車に適用される。ただし「5」が埋まるまでは登録されない。分類番号2桁では名古屋等で、分類番号3桁では一部の管区で人気の高い一部の一連番号で「5」が埋まり、「7」が登録されている。
上1桁が「8」 - 特種用途自動車
法令で定められた特種の用途に使用する自動車は、普通自動車か小型自動車かによらず、特種用途自動車として分類される。最大積載量5t以上または車両総重量8t以上、乗車定員30名以上のいずれかを満たす車両には大板が適用され、それ以外は中板が適用される。
上1桁が「9」 - 大型特殊自動車
法令で定められた特殊な構造を持つ自動車で、車体の大きさが全幅1,700 mm以上、全長4,700 mm以上、全高2,800 mm以上のいずれかを満たす場合は大型特殊自動車として分類される。大型特殊自動車は車両重量にかかわらず、大板ではなく中板が適用される。小型特殊自動車に分類番号はない。
上1桁が「0」 - 大型特殊自動車のうち建設機械に該当するもの
大型特殊自動車のうち、自動車抵当法第2条但書に規定されているものは建設機械として分類される。

### 軽自動車（検査対象）
上1桁が「4」と「6」 - 貨物
47と480 - 482でひらがなが「ら」と「る」は字光式に使われる。483 - 499と680 - 699は希望番号に使われる。
上1桁が「5」と「7」 - 乗用
57と580 - 582（名古屋ナンバーは582まで使い切り2024年現在58Aが使われている）でひらがなが「ら」と「る」は字光式に使われる。583 - 599と780 - 799は希望番号に使われる。一部の管区で人気の高い一部の一連番号で、「5」が埋まり、「7」が発行されている。
上1桁が「8」 - 特種用途自動車
87と880 - 882でひらがなが「ら」と「る」は字光式に使われる。883 - 899は希望番号に使われる。
分類番号3桁のものは、抽せんが必要な車両番号は除かれる。
1974年12月31日までに登録された軽自動車には小板のナンバープレートが用いられ、分類番号は次の通りである。
「3」「33」 - 三輪
「6」「66」 - 四輪の貨物
「8」「88」 - 四輪の乗用
「0」「00」 - 四輪の特種用途

### 軽自動車（検査対象外）
「1」「2」 - 二輪の軽自動車
「0」 - 四輪の特種用途（カタピラ及びそりを有する軽自動車（スノーモービル等））
「3」 - 被けん引車(二輪の軽自動車又は小型特殊自動車により牽引される被牽引自動車である軽自動車)

### 分類番号の3桁化
登録自動車については、1998年5月19日から先行地区で分類番号を3桁化し、希望番号制が実施された。1999年5月14日から全国で分類番号を3桁化し、希望番号制が実施された。
軽自動車については、2005年1月4日から全国で分類番号を3桁化し、希望番号制が実施された。
登録自動車で分類番号が3桁で下2桁が99のものは、転入抹消登録用（抹消登録を管轄を跨ぐ名義変更などと併せて行う際）に使われる。軽自動車の転入登録抹消用はひらがな「ろ」が使用されるため、分類番号は下2桁99まで払い出される。

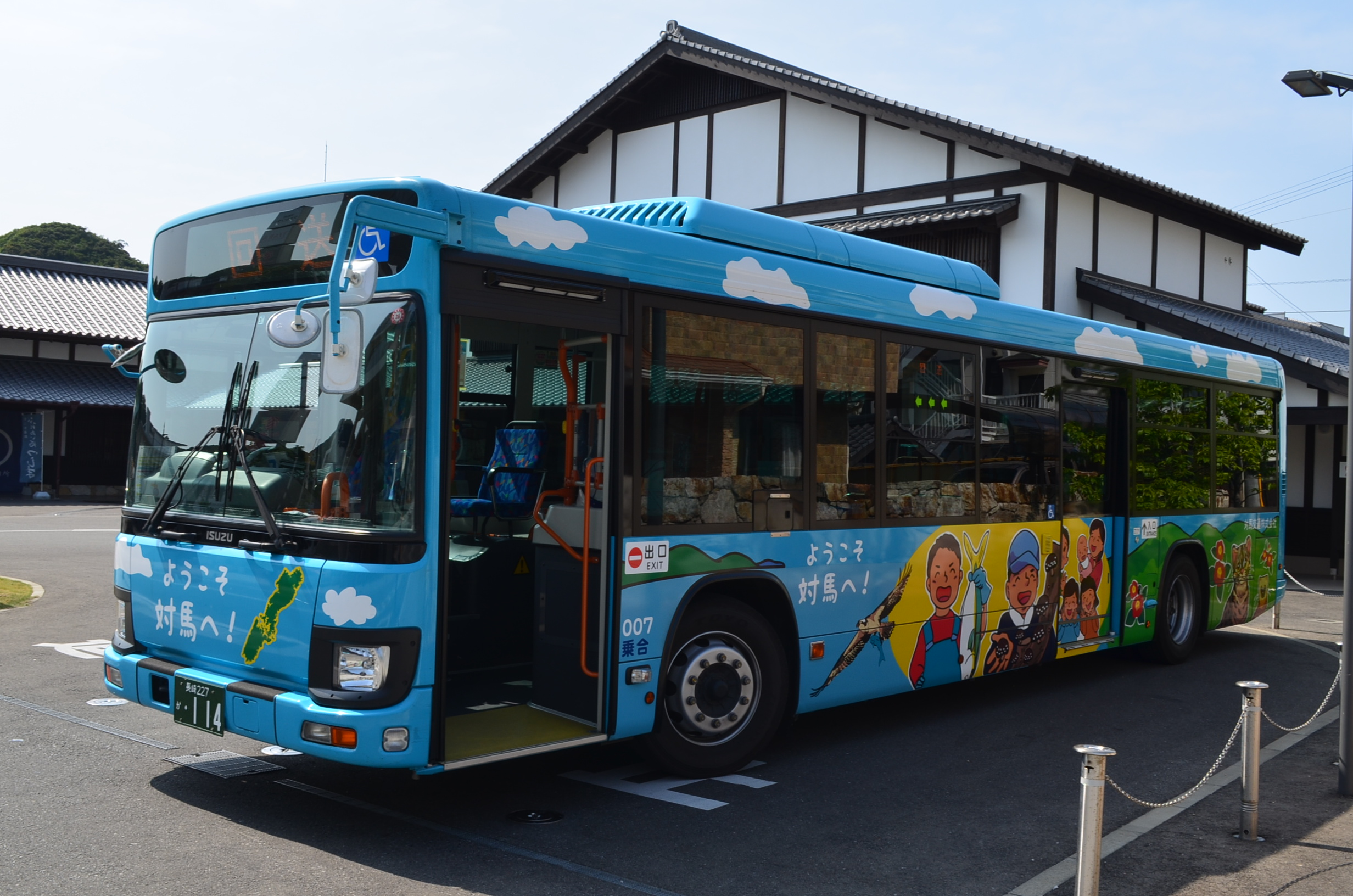
対馬交通の路線バス。対馬市が長崎運輸支局厳原事務所管轄のため「長崎227」のナンバーを付ける

長崎運輸支局と沖縄総合事務局の離島事務所では分類番号の下2桁に27･2Xを使い、沖縄の八重山事務所は28･2Yを使っている。例えば厳原事務所で払い出された5ナンバーは「長崎527」、2ナンバーは「長崎227」になる。ただしレンタカーは例外で「長崎527わ」とはならず「長崎500れ」というように、下2桁に27や28を使わない。かっては鹿児島運輸支局でも、奄美群島を管轄する大島事務所で離島ナンバーを払い出していた。
登録自動車については、3桁化当初は一般の払い出し用は下2桁が00から29までで、一般希望ナンバー用には、分類番号が4（6）、5（7）および8は30 - 79、それ以外の分類番号は30 - 98が割り当てられる。ただし、詳しい年月は不明だがのちに、一般の払い出し用は下二桁が00から09までに縮小となり、10から28も一般希望ナンバー用にあてられるように変更されている。分類番号が6と7は下2桁99以外希望ナンバー用に割り当てられている。
軽自動車については下2桁に80 - 99が使われる。軽自動車の一般希望番号は下2桁に83～87を使用
2014年11月17日に割り当てられたご当地ナンバーでは、希望番号は下2桁10からスタートしている。なお、富士山ナンバーは2つの県に、知床ナンバーは管轄する運輸支局の異なる町村にまたがっていることにより、払い出し方法が著しく異なる。
| 種類                   | 知床：北見運輸支局 富士山：山梨県 | 知床：釧路運輸支局 富士山：静岡県 | 備考                       |
| ---------------------- | --------------------------------- | --------------------------------- | -------------------------- |
| 通常                   | X00 - X02                         | X03 - X09                         | -                          |
| 軽自動車               | X80                               | X81・X82                          | -                          |
| 希望ナンバー           | X10 - X39                         | X40 - X98                         | 4・5・8ナンバーはX40 - X79 |
| 軽自動車の希望ナンバー | X83 - X87                         | X88 - X99                         | -                          |

#### 下2桁へのアルファベット追加
2017年1月1日に分類番号の下2桁にアルファベットが導入される省令が施行され、2018年1月12日、練馬ナンバーでアルファベットの入った車のナンバープレートが交付された。
希望番号の普及に伴い、人気の集中したナンバープレートの指定番号が枯渇しつつあるためで、3ナンバーであれば「品川 30A」などとなる。
ただし、数字と混同する可能性のある文字(1や0に似ているI(アイ)やO(オー)など)は欠番とされ、A、C、F、H、K、L、M、P、X、Yの10文字を導入する（これにより数字と合わせ20種となる）。

### 二輪車
排気量が250ccを超える二輪の小型自動車には小板が用いられ、分類番号はない。一部の地域では登録車両の増加により、「（地名） C あ XX-XX」のようにローマ字の「C」または「L」、「V」が入る（2000年10月1日制定、発行は2001年）。
排気量が250cc以下の二輪の軽自動車には小板が用いられ、分類番号は「1」または「2」が用いられる。2003年8月27日に、車両の増加により「1」が払底する恐れが出たため、「2」を使えるということが制定され、2005年から一部の地域で発行されている。

### 原付
小型特殊自動車、および道路運送車両法で原動機付自転車となるもの（側車付きを除く125cc以下の二輪やミニカー等）については、市区町村独自の付番体系となっている。

## ひらがな・アルファベット文字
ナンバープレート内には、一連指定番号、あるいは車両番号の左隣に、自家用・事業用の別を表示する1文字のひらがな文字または、アルファベット文字が表示されている。一般の登録車のうち、事業用は「あいうえかきくけこを」、自家用一般は「さすせそたちつてとなにぬねのはひふほまみむめもやゆらりるろ」、自家用貸渡用は「われ」、駐留軍人軍属私有車両等は「EHKMTYよ」があり、使用してはいけない文字に「おしへゐゑん」がある。

### 自動車（登録車）
- 白地緑字（自家用） : さ・す・せ・そ・た・ち・つ・て・と・な・に・ぬ・ね・の・は・ひ・ふ・ほ・ま・み・む・め・も・や・ゆ・ら・り・る
- 白地緑字（自家用字光式無希望番号） : ろ
- 白地緑字（駐留軍人用（アメリカ軍所有業務用外）） : E・H・K・M
- 白地緑字（ATAカルネで持ち込んだ一時輸入の車） : T
- 白地緑字（駐留軍人用（軍人私有車）） : Y
- 白地緑字（駐留軍人用（日本で退役・除隊した軍人の車）） : よ
- 白地緑字（貸渡（レンタカー）用） : れ・わ
- 緑地白字（事業用） : あ・い・う・え・か・き・く・け・こ・を

### 軽自動車（排気量660cc以下）
- 黄地黒字（自家用） : あ・い・う・え・か・き・く・け・こ・さ・す・せ・そ・た・ち・つ・て・と・な・に・ぬ・ね・の・は・ひ・ふ・ほ・ま・み・む・め・も・や・ゆ・よ・ら・る・を
- 黄地黒字（駐留軍人用） : A・B
- 黄地黒字（貸渡（レンタカー）用） : わ
- 黒地黄字（事業用・軽） : り・れ
- 転入抹消登録用 : ろ

### 小型二輪車（検査対象：排気量250cc超）
- 白地緑字緑枠（自家用） : あ・い・う・え・か・き・く・け・こ・さ・す・せ・そ・た・ち・つ・て・と・な・に・ぬ・ね・の・は・ひ・ふ・ほ・ま・み・む・め・も・や・ら・る・を
- 白地緑字緑枠（駐留軍人用） : よ・A・B・E・H・K・M・T・Y
- 白地緑字緑枠（貸渡（レンタカー）用） : ろ・わ
- 緑地白字白枠（事業用） : ゆ・り・れ

分類番号がないため、ひらがなを使い切った場合は「C・L・V」が入る。

### 軽二輪車（検査対象外：排気量250cc以下）
- 白地緑字（自家用） : あ・い・う・え・か・き・く・け・こ・さ・す・せ・そ・た・ち・つ・て・と・な・に・ぬ・ね・の・は・ひ・ふ・ほ・ま・み・む・め・も・や・ゆ・よ・ら・る・ろ・を
- 白地緑字（駐留軍人用） : A・B
- 白地緑字（貸渡（レンタカー）用） : わ
- 緑地白字（事業用） : り・れ

### ひらがなの補足
お・し・へ・ゐ・ゑ・んの6文字は、以下の理由により使われていない。
- 「お」：似た字形の「あ」「す」「む」との読み誤りを避けるため。「お」の代用に同じ発音の「を」を用いる。
- 「し」：「死」を連想させる。かつ、似た字形の「も」との読み誤りを避けるため。
- 「へ」：「屁」を連想させる。かつ、似た発音の「え」との読み誤りを避けるため。
- 「ん」：ほかの平仮名と比べ、発音がしづらい。
- 「ゐ」「ゑ」：歴史的仮名遣である。かつ、似た字形の「ぬ」「る」との読み誤りを避けるため。

ひらがな書体の名称は「小松書体」と呼ばれている。かつては名古屋・尾張小牧・三河・豊橋・岐阜・飛騨・三重・浜松・静岡・沼津・福井・石川・富山ナンバーについては「中部書体」が、広島・福山・岡山（軽自動車・二輪車のみ）・山口ナンバーについては「広島書体」がそれぞれ採用されていたが、現在では全てのナンバープレートで「小松書体」を採用している。   
また、同じ「小松書体」でも大阪やなにわ等、大阪府内・兵庫県内・和歌山県内発行のナンバープレートで、「に」の右半分の上下の棒の間隔が他より広いことや、「の」の大きさが他より大きいなど若干の違いも見られる。
大型番号標の事業用2ナンバー車は、分類番号3桁化後の払い出されたナンバープレートは全てのナンバープレートで「200か」となっているが、分類番号2桁時代は、各地名のナンバープレートごとに異なっていた。分類番号2桁時代の大型番号標の事業用2ナンバー車のひらがなは以下の通り。
- 「あ」：釧路・山形・庄内・水戸・土浦・群馬・山梨・長野・松本・飛騨・豊橋・大阪・なにわ・姫路ナンバー
- 「い」：秋田ナンバー
- 「う」：北見・帯広・室蘭・栃木・三河・山口ナンバー
- 「き」：岩手・石川・岐阜・静岡・三重・滋賀・和泉・奈良・和歌山・島根・徳島・香川・高知・佐賀・鹿児島（本土）・沖縄（本土）ナンバー
- 「く」：沼津・福山・広島・長崎（厳原）・鹿児島（大島）ナンバー
- 「こ」：富山・沖縄（八重山）ナンバー
- 「を」：習志野・沖縄（宮古）ナンバー
- 「か」：それ以外の全て

## 一連指定番号/車両番号
登録車のナンバープレートには、平仮名の右に「一連指定番号」とよばれる1 - 4桁のアラビア数字が表示されている。軽自動車などの「車両番号標」の場合は名前が異なり、「車両番号」という。右揃えで番号が刻印され、3桁以下の時は「・」の記号で空白になる桁が埋められ、4桁の時は2桁目と3桁目の間に「-（ハイフン）」が付加される（理由は、2桁ずつに区切ったほうが記憶しやすいため）。
「・・・1」から「99-99」までの9,999通りの番号があり、希望番号制度以外では基本的に全ての番号が順番に払い出される。ただし駐留軍以外の車両では下2桁が「42」「49」は、理由は示されていないが「死に」「死苦」「始終苦（しじゅうく）」「轢く」などを連想させて縁起が悪いとされるため、運輸省の通達により払い出されない。ただし、語呂合わせでマイナスイメージのあるものであっても、「42-19」（死に行く）などは欠番でなく、実際に存在する。駐留軍の場合、下2桁が「42」「49」は払い出されるが、下2桁が「13」は忌み数のため払い出されない。従って、分類番号2桁以前は、下2桁が13・42・49のものが100通りずつあるので、駐留軍以外の車両の一連指定番号は9,799通り、駐留軍の車両の一連指定番号は9,899通りであった。
分類番号3桁化以降は後述の「希望番号制度」を利用すれば下2桁が何であっても（42・49も）払い出される。

## 希望番号制度
登録車の希望番号制度は1999年5月14日（分類番号3桁化先行地区は1998年5月19日）に導入され、分類番号が3桁の自動車登録番号標では、登録時等に所定の手数料を支払うことで、一連指定番号に希望する番号を指定することができる。全国自動車標板協議会（全標協）によると、人気上位なのは、1桁台の数字のうち縁起が良さそうな1や3、5、7、8及びその連続（11、55、88-88等）、語呂合わせ（：例:11-22＝いい夫婦）である。
希望番号であるか一般払い出しであるかの区別は分類番号でされ、下2桁30 - 98（4・5・8ナンバーは30 - 79。軽自動車の80と重複するのを防ぐため）がつけられるのだが、下2桁98（4・5・8ナンバーは下2桁79）を使い切ると下2桁10に戻り、10 - 29（ただし、3ナンバーは28まで）を使うようになっている（さらに5ナンバーでは510 - 529まで使い切った一連指定番号も発行されており、その場合は710 - から払い出されている）。また、579、510－529の間の払い出しの間に抽選対象に移行した場合、その分類番号の使用終了をもって700からの払い出しに切り替わる。また、579終了時点で抽選対象の数字はそのまま700－の払い出しとなる。
3ナンバーで328が終了した場合、300-309の一般払い出し枠のうち、未使用の分類番号とかなを割り当てている。
内閣総理大臣専用車はこれと無関係に、以前から特定の一番が留保されており、この番号が他者に割り当てられる事はない。
レンタカーと駐留軍人用のナンバーの希望番号制は分類番号3桁化が全国展開した1999年5月14日から実施された。
通常では欠番となっている下2桁「42」「49」の番号も、希望する番号を指定した者のみに払い出される。なお手数料は運輸支局（陸事分野）・自動車検査登録事務所ごとに異なる。
軽自動車（360cc超660cc以下）については、ユーザーの希望により2005年1月4日の分類番号3桁化と同時に希望番号制を実施。車両番号標のうち自家用では、登録時等に所定の手数料を支払うことで、一連指定番号に希望する番号を指定することができる。希望番号の場合、分類番号の下2桁が「83」以降となることで区別できる。登録車と同様、通常では欠番となっている下2桁「42」「49」も希望する番号を指定した者のみに払い出される。なお手数料は自動車検査登録事務所ごとに異なる。また、軽自動車の事業用・駐留軍人用・貸渡（レンタカー）用については一連指定番号に希望の番号を指定することができない。
また、北海道の札幌、帯広、北見における予約範囲については、各自動車協会で「自家用の1 - 7ナンバー」、各陸運協会で「自家用の8・9・0ナンバー及び事業用全部」を取り扱っている。

### 抽選制
希望番号の中で、人気が高い番号については抽選を実施し、月 - 金曜日受付分（インターネットの場合は月曜日0：01-日曜日23：59まで）を翌週月曜日に抽選している。

#### 登録車

##### 対象となる番号
当初は自家用・事業用の「・・・1」「・・・2」「・・・3」「・・・5」「・・・7」「・・・8」「・111」「・222」「・333」「・555」「・777」「・888」「10-00」「11-11」「12-34」「20-00」「22-22」「30-00」「33-33」「50-00」「55-55」「56-78」「70-00」「77-77」「80-00」「88-88」の26通りが抽せん指定番号とされていた。駐留軍人用・貸渡（レンタカー）用については抽選が当初から不要である。
上記の26通りの番号は、より多くの車で希望番号を取得できるよう分類番号の下2桁30からではなく00から払い出されている。これは一般払い出しの分類番号と重複しているため、自家用・事業用の一般払い出しにおいては上記の26通りの番号は欠番となっている（すなわち、一般払い出しのトップ番号は「・・・4」）。これにより、一般払い出しで手に入る一連指定番号は、分類番号2桁以前の9,799通りから、さらに上記の26通りが減らされ、9,773通りとなる。駐留軍人用・貸渡用（レンタカー）は抽選不要であるため希望番号は上記の26通りの番号であっても分類番号は下2桁30から始まり、一般払い出しでも上記26通りの番号は欠番ではない。
2001年1月4日に見直しが行われ、自家用・事業用の「・・・2」「・・・3」「・・・5」「・・・8」「・111」「・222」「10-00」「12-34」「22-22」「50-00」「56-78」「70-00」「80-00」の13通りの抽選は不要となった。
2004年5月6日にさらに見直され、「20-00」「30-00」の抽選が不要となったほか、事業用では抽選制が廃止になりすべての番号が抽選を経ずに取得できるようになった。一方「・・・8」が再び抽選が必要な番号となり、「・・88」が抽せんが必要な番号に追加された。「・・88」は後から抽せん番号に追加されているため、すでに分類番号の下2桁00の一部の平仮名でこの一連指定番号が出されてしまっている。そのため例外的に下2桁30以降を継続して払い出している。
2014年6月16日より、全ての地名に対し「20-20」が抽選番号に追加された。『朝日新聞』によると、「20-20」が抽選番号に追加される理由は、2020年の東京オリンピック開催予定の影響で希望が集中すると予想されたためであり、2013年9月に東京での開催が決定されて以降「20-20」の希望が増えていたという。
2017年2月13日より、全ての地名に対し「20-19」が抽選番号に追加された。
これらの経過により、2017年2月13日以降、全国共通で抽選が必要な番号は自家用の「・・・1」「・・・7」「・・・8」「・・88」「・333」「・555」「・777」「・888」「11-11」「20-19」「20-20」「33-33」「55-55」「77-77」「88-88」の15通りとなっている（このほか、特定の地域のみで抽選が必要となる番号もある。詳細は後述。）。これはのちに導入されたご当地ナンバーにも共通する。ただしご当地ナンバーの場合はその導入前に抽選不要になった番号（「・・・2」など。事業用も含む。）が分類番号の下2桁00からではなく30から始まるようになっており、一般払い出しでは欠番となっている。またご当地ナンバーにおいて、その導入当初から抽選対象となっている自家用の「・・88」は分類番号の下2桁00から払い出されている。また、2014年11月17日よりスタートしたご当地において抽選不要の希望番号は下2桁10からスタートとなっている。「・・・0」は特殊用途番号になっており、抽選でも取得できないようになっている。
一部地域で分類番号が急速に進み、払底する恐れが出た。そのため、全国一律の抽選指定番号に加え、特定の地域名表示に限った抽選指定番号として払い出されている一連指定番号が以下のように発行された。対象は自家用のみである。
| 開始日                                                                                    | 地名                           | 番号    | 出典   |
| ----------------------------------------------------------------------------------------- | ------------------------------ | ------- | ------ |
| 2005年5月12日（払い出し開始） 2005年5月2日（受付開始）                                    | 品川                           | ・・55  | [ 38 ] |
| 2005年5月12日（払い出し開始） 2005年5月2日（受付開始）                                    | 品川・大阪・神戸               | ・・77  | [ 38 ] |
| 2005年5月12日（払い出し開始） 2005年5月2日（受付開始）                                    | 横浜・名古屋・神戸             | 11-22   | [ 38 ] |
| 2005年5月12日（払い出し開始） 2005年5月2日（受付開始）                                    | 名古屋                         | 11-88   | [ 38 ] |
| 2006年5月18日（払い出し開始） 2006年5月8日（受付開始）                                    | 品川・横浜・大阪・神戸         | ・・・3 | [ 39 ] |
| 2006年5月18日（払い出し開始） 2006年5月8日（受付開始）                                    | 品川                           | ・・・5 | [ 39 ] |
| 2006年5月18日（払い出し開始） 2006年5月8日（受付開始）                                    | 神戸                           | ・・55  | [ 39 ] |
| 2007年5月17日（払い出し開始） 2007年5月7日（受付開始）                                    | 名古屋・京都                   | ・・・3 | [ 40 ] |
| 2007年5月17日（払い出し開始） 2007年5月7日（受付開始）                                    | 横浜・名古屋・大阪・神戸       | ・・・5 | [ 40 ] |
| 2007年5月17日（払い出し開始） 2007年5月7日（受付開始）                                    | 品川・神戸                     | ・・11  | [ 40 ] |
| 2007年5月17日（払い出し開始） 2007年5月7日（受付開始）                                    | 品川                           | ・・33  | [ 40 ] |
| 2007年5月17日（払い出し開始） 2007年5月7日（受付開始）                                    | 横浜・名古屋・大阪             | ・・55  | [ 40 ] |
| 2007年5月17日（払い出し開始） 2007年5月7日（受付開始）                                    | 横浜                           | ・・77  | [ 40 ] |
| 2007年5月17日（払い出し開始） 2007年5月7日（受付開始）                                    | 神戸                           | ・111   | [ 40 ] |
| 2007年5月17日（払い出し開始） 2007年5月7日（受付開始）                                    | 横浜                           | 10-00   | [ 40 ] |
| 2007年5月17日（払い出し開始） 2007年5月7日（受付開始）                                    | 大宮・大阪                     | 11-22   | [ 40 ] |
| 2007年5月17日（払い出し開始） 2007年5月7日（受付開始）                                    | 神戸                           | 11-88   | [ 40 ] |
| 2008年5月15日（払い出し開始） 2008年5月7日（受付開始） 2008年5月5日（ネット申し込み開始） | 大宮・足立・練馬・なにわ       | ・・・3 | [ 41 ] |
| 2008年5月15日（払い出し開始） 2008年5月7日（受付開始） 2008年5月5日（ネット申し込み開始） | 横浜・名古屋・大阪             | ・・11  | [ 41 ] |
| 2008年5月15日（払い出し開始） 2008年5月7日（受付開始） 2008年5月5日（ネット申し込み開始） | 横浜・大阪・神戸               | ・・33  | [ 41 ] |
| 2008年5月15日（払い出し開始） 2008年5月7日（受付開始） 2008年5月5日（ネット申し込み開始） | 名古屋・なにわ                 | ・・77  | [ 41 ] |
| 2008年5月15日（払い出し開始） 2008年5月7日（受付開始） 2008年5月5日（ネット申し込み開始） | 大阪                           | ・111   | [ 41 ] |
| 2008年5月15日（払い出し開始） 2008年5月7日（受付開始） 2008年5月5日（ネット申し込み開始） | 神戸                           | 10-00   | [ 41 ] |
| 2008年5月15日（払い出し開始） 2008年5月7日（受付開始） 2008年5月5日（ネット申し込み開始） | 神戸                           | 10-01   | [ 41 ] |
| 2008年5月15日（払い出し開始） 2008年5月7日（受付開始） 2008年5月5日（ネット申し込み開始） | 大阪                           | 11-88   | [ 41 ] |
| 2008年5月15日（払い出し開始） 2008年5月7日（受付開始） 2008年5月5日（ネット申し込み開始） | 神戸                           | 25-25   | [ 41 ] |
| 2008年5月15日（払い出し開始） 2008年5月7日（受付開始） 2008年5月5日（ネット申し込み開始） | 大阪・神戸                     | 80-08   | [ 41 ] |
| 2009年5月14日（払い出し開始） 2009年5月7日（受付開始） 2009年5月4日（ネット申し込み開始） | 岐阜・和泉                     | ・・・3 | [ 42 ] |
| 2009年5月14日（払い出し開始） 2009年5月7日（受付開始） 2009年5月4日（ネット申し込み開始） | 名古屋                         | ・・33  | [ 42 ] |
| 2010年5月13日（払い出し開始） 2010年5月6日（受付開始） 2010年5月3日（ネット申し込み開始） | 京都                           | ・・・5 | [ 43 ] |
| 2010年5月13日（払い出し開始） 2010年5月6日（受付開始） 2010年5月3日（ネット申し込み開始） | 名古屋                         | ・111   | [ 43 ] |
| 2010年5月13日（払い出し開始） 2010年5月6日（受付開始） 2010年5月3日（ネット申し込み開始） | 大阪                           | 10-00   | [ 43 ] |
| 2011年5月19日（払い出し開始） 2011年5月9日（受付開始） 2011年5月9日（ネット申し込み開始） | 多摩                           | ・・・3 | [ 44 ] |
| 2011年5月19日（払い出し開始） 2011年5月9日（受付開始） 2011年5月9日（ネット申し込み開始） | なにわ                         | ・・・5 | [ 44 ] |
| 2011年5月19日（払い出し開始） 2011年5月9日（受付開始） 2011年5月9日（ネット申し込み開始） | 品川・横浜・名古屋             | ・・・9 | [ 44 ] |
| 2011年5月19日（払い出し開始） 2011年5月9日（受付開始） 2011年5月9日（ネット申し込み開始） | 京都                           | ・・11  | [ 44 ] |
| 2011年5月19日（払い出し開始） 2011年5月9日（受付開始） 2011年5月9日（ネット申し込み開始） | 名古屋                         | ・・18  | [ 44 ] |
| 2011年5月19日（払い出し開始） 2011年5月9日（受付開始） 2011年5月9日（ネット申し込み開始） | 練馬・京都・なにわ             | ・・55  | [ 44 ] |
| 2011年5月19日（払い出し開始） 2011年5月9日（受付開始） 2011年5月9日（ネット申し込み開始） | 京都                           | ・・77  | [ 44 ] |
| 2011年5月19日（払い出し開始） 2011年5月9日（受付開始） 2011年5月9日（ネット申し込み開始） | 品川・横浜                     | ・111   | [ 44 ] |
| 2011年5月19日（払い出し開始） 2011年5月9日（受付開始） 2011年5月9日（ネット申し込み開始） | 神戸                           | ・123   | [ 44 ] |
| 2011年5月19日（払い出し開始） 2011年5月9日（受付開始） 2011年5月9日（ネット申し込み開始） | 横浜・大阪                     | 10-01   | [ 44 ] |
| 2011年5月19日（払い出し開始） 2011年5月9日（受付開始） 2011年5月9日（ネット申し込み開始） | 神戸                           | 10-10   | [ 44 ] |
| 2011年5月19日（払い出し開始） 2011年5月9日（受付開始） 2011年5月9日（ネット申し込み開始） | 品川・京都                     | 11-22   | [ 44 ] |
| 2011年5月19日（払い出し開始） 2011年5月9日（受付開始） 2011年5月9日（ネット申し込み開始） | 品川・横浜                     | 11-88   | [ 44 ] |
| 2011年5月19日（払い出し開始） 2011年5月9日（受付開始） 2011年5月9日（ネット申し込み開始） | 横浜・名古屋                   | 25-25   | [ 44 ] |
| 2011年5月19日（払い出し開始） 2011年5月9日（受付開始） 2011年5月9日（ネット申し込み開始） | 大阪・神戸                     | 77-88   | [ 44 ] |
| 2011年5月19日（払い出し開始） 2011年5月9日（受付開始） 2011年5月9日（ネット申し込み開始） | 横浜・名古屋・京都・和泉       | 80-08   | [ 44 ] |
| 2012年5月17日（払い出し開始） 2012年5月7日（受付開始）                                    | 名古屋                         | ・・・2 | [ 45 ] |
| 2012年5月17日（払い出し開始） 2012年5月7日（受付開始）                                    | 練馬・岐阜                     | ・・・5 | [ 45 ] |
| 2012年5月17日（払い出し開始） 2012年5月7日（受付開始）                                    | なにわ                         | ・・11  | [ 45 ] |
| 2012年5月17日（払い出し開始） 2012年5月7日（受付開始）                                    | 京都                           | ・111   | [ 45 ] |
| 2012年5月17日（払い出し開始） 2012年5月7日（受付開始）                                    | 大阪                           | ・123   | [ 45 ] |
| 2012年5月17日（払い出し開始） 2012年5月7日（受付開始）                                    | 大阪                           | 25-25   | [ 45 ] |
| 2013年5月16日（払い出し開始） 2013年5月7日（受付開始）                                    | 神戸                           | ・・・2 | [ 46 ] |
| 2013年5月16日（払い出し開始） 2013年5月7日（受付開始）                                    | 岡山                           | ・・・3 | [ 46 ] |
| 2013年5月16日（払い出し開始） 2013年5月7日（受付開始）                                    | 大宮・足立・和泉               | ・・・5 | [ 46 ] |
| 2013年5月16日（払い出し開始） 2013年5月7日（受付開始）                                    | 名古屋                         | ・・・6 | [ 46 ] |
| 2013年5月16日（払い出し開始） 2013年5月7日（受付開始）                                    | 品川・横浜・名古屋・神戸       | ・・10  | [ 46 ] |
| 2013年5月16日（払い出し開始） 2013年5月7日（受付開始）                                    | 和泉                           | ・・11  | [ 46 ] |
| 2013年5月16日（払い出し開始） 2013年5月7日（受付開始）                                    | 品川・横浜・神戸               | ・・18  | [ 46 ] |
| 2013年5月16日（払い出し開始） 2013年5月7日（受付開始）                                    | 京都                           | ・・33  | [ 46 ] |
| 2013年5月16日（払い出し開始） 2013年5月7日（受付開始）                                    | 練馬・和泉                     | ・・77  | [ 46 ] |
| 2013年5月16日（払い出し開始） 2013年5月7日（受付開始）                                    | なにわ                         | ・111   | [ 46 ] |
| 2013年5月16日（払い出し開始） 2013年5月7日（受付開始）                                    | 名古屋                         | ・123   | [ 46 ] |
| 2013年5月16日（払い出し開始） 2013年5月7日（受付開始）                                    | 品川                           | 10-00   | [ 46 ] |
| 2013年5月16日（払い出し開始） 2013年5月7日（受付開始）                                    | 品川・名古屋・京都             | 10-01   | [ 46 ] |
| 2013年5月16日（払い出し開始） 2013年5月7日（受付開始）                                    | 横浜・大阪                     | 10-10   | [ 46 ] |
| 2013年5月16日（払い出し開始） 2013年5月7日（受付開始）                                    | 千葉・多摩                     | 11-22   | [ 46 ] |
| 2013年5月16日（払い出し開始） 2013年5月7日（受付開始）                                    | 京都                           | 11-88   | [ 46 ] |
| 2013年5月16日（払い出し開始） 2013年5月7日（受付開始）                                    | 大阪                           | 56-78   | [ 46 ] |
| 2013年5月16日（払い出し開始） 2013年5月7日（受付開始）                                    | 横浜                           | 70-00   | [ 46 ] |
| 2013年5月16日（払い出し開始） 2013年5月7日（受付開始）                                    | 名古屋                         | 77-88   | [ 46 ] |
| 2013年5月16日（払い出し開始） 2013年5月7日（受付開始）                                    | 横浜・大阪・神戸               | 80-00   | [ 46 ] |
| 2013年5月16日（払い出し開始） 2013年5月7日（受付開始）                                    | 品川・なにわ                   | 80-08   | [ 46 ] |
| 2013年5月16日（払い出し開始） 2013年5月7日（受付開始）                                    | 大阪                           | 99-99   | [ 46 ] |
| 2014年6月16日（払い出し開始） 2014年6月9日（受付開始）                                    | 横浜                           | ・・・2 | [ 35 ] |
| 2014年6月16日（払い出し開始） 2014年6月9日（受付開始）                                    | 千葉・習志野・滋賀・奈良・福岡 | ・・・3 | [ 35 ] |
| 2014年6月16日（払い出し開始） 2014年6月9日（受付開始）                                    | 多摩                           | ・・・5 | [ 35 ] |
| 2014年6月16日（払い出し開始） 2014年6月9日（受付開始）                                    | 神戸                           | ・・・6 | [ 35 ] |
| 2014年6月16日（払い出し開始） 2014年6月9日（受付開始）                                    | 神戸                           | ・・・9 | [ 35 ] |
| 2014年6月16日（払い出し開始） 2014年6月9日（受付開始）                                    | 岐阜                           | ・・55  | [ 35 ] |
| 2014年6月16日（払い出し開始） 2014年6月9日（受付開始）                                    | 和泉                           | ・111   | [ 35 ] |
| 2014年6月16日（払い出し開始） 2014年6月9日（受付開始）                                    | 名古屋・なにわ                 | 10-00   | [ 35 ] |
| 2014年6月16日（払い出し開始） 2014年6月9日（受付開始）                                    | 名古屋                         | 10-10   | [ 35 ] |
| 2014年6月16日（払い出し開始） 2014年6月9日（受付開始）                                    | 岐阜                           | 80-08   | [ 35 ] |
| 2015年8月31日（抽選開始）                                                                 | 大宮・練馬・岐阜               | ・・11  | [ 47 ] |
| 2015年8月31日（抽選開始）                                                                 | 大阪                           | ・・18  | [ 47 ] |
| 2015年8月31日（抽選開始）                                                                 | 大宮・足立・和泉               | ・・55  | [ 47 ] |
| 2015年8月31日（抽選開始）                                                                 | 大宮                           | ・・77  | [ 47 ] |
| 2015年8月31日（抽選開始）                                                                 | 京都                           | 10-00   | [ 47 ] |
| 2015年8月31日（抽選開始）                                                                 | 品川                           | 10-10   | [ 47 ] |
| 2015年8月31日（抽選開始）                                                                 | 練馬                           | 11-22   | [ 47 ] |
| 2015年8月31日（抽選開始）                                                                 | 大宮・品川                     | 25-25   | [ 47 ] |
| 2016年6月13日（抽選開始）                                                                 | 大阪                           | ・・・2 | [ 48 ] |
| 2016年6月13日（抽選開始）                                                                 | 札幌                           | ・・・3 | [ 48 ] |
| 2016年6月13日（抽選開始）                                                                 | 品川・横浜・大阪               | ・・・6 | [ 48 ] |
| 2016年6月13日（抽選開始）                                                                 | 大阪                           | ・・・9 | [ 48 ] |
| 2016年6月13日（抽選開始）                                                                 | 札幌・多摩・岡山               | ・・11  | [ 48 ] |
| 2016年6月13日（抽選開始）                                                                 | なにわ                         | ・・33  | [ 48 ] |
| 2016年6月13日（抽選開始）                                                                 | 多摩                           | ・・55  | [ 48 ] |
| 2016年6月13日（抽選開始）                                                                 | 多摩                           | ・・77  | [ 48 ] |
| 2016年6月13日（抽選開始）                                                                 | 横浜・京都                     | ・123   | [ 48 ] |
| 2016年6月13日（抽選開始）                                                                 | 和泉                           | 10-00   | [ 48 ] |
| 2016年6月13日（抽選開始）                                                                 | 札幌・足立                     | 11-22   | [ 48 ] |
| 2016年6月13日（抽選開始）                                                                 | 神戸                           | 11-23   | [ 48 ] |
| 2016年6月13日（抽選開始）                                                                 | 岐阜                           | 11-88   | [ 48 ] |
| 2016年6月13日（抽選開始）                                                                 | 横浜・神戸                     | 12-12   | [ 48 ] |
| 2016年6月13日（抽選開始）                                                                 | 姫路・奈良                     | 80-08   | [ 48 ] |
| 2016年6月13日（抽選開始）                                                                 | 神戸                           | 81-18   | [ 48 ] |
| 2017年7月31日（抽選開始）                                                                 | 三重                           | ・・・3 | [ 49 ] |
| 2017年7月31日（抽選開始）                                                                 | 岡山・福岡                     | ・・・5 | [ 49 ] |
| 2017年7月31日（抽選開始）                                                                 | 大阪                           | ・・10  | [ 49 ] |
| 2017年7月31日（抽選開始）                                                                 | 足立                           | ・・11  | [ 49 ] |
| 2017年7月31日（抽選開始）                                                                 | 名古屋                         | ・・23  | [ 49 ] |
| 2017年7月31日（抽選開始）                                                                 | 福岡                           | ・・33  | [ 49 ] |
| 2017年7月31日（抽選開始）                                                                 | 足立                           | ・・77  | [ 49 ] |
| 2017年7月31日（抽選開始）                                                                 | なにわ・和泉                   | 10-01   | [ 49 ] |
| 2017年7月31日（抽選開始）                                                                 | 岐阜                           | 11-22   | [ 49 ] |
| 2017年7月31日（抽選開始）                                                                 | 大宮                           | 11-88   | [ 49 ] |
| 2017年7月31日（抽選開始）                                                                 | 滋賀                           | 80-08   | [ 49 ] |
| 2017年7月31日（抽選開始）                                                                 | 神戸                           | 99-99   | [ 49 ] |

##### 当せん組数
希望番号制度開始当初の当せん組数（台数）は、4ナンバーと5ナンバーは週4組まで、その他は週2組までであった。
2006年5月18日より、全国で抽せんが必要な13通りの番号のうち 「・・88」以外の12通りの番号の当せん組数が4・5ナンバーは週8組まで、その他は週4組までに増加された。「・・88」に関しては、「残個数が少ない」という理由で当せん組数の増加はされなかった。
また、前述の「特定の地域名表示に限った抽選指定番号」とされている番号は、4ナンバーと5ナンバーは週4組まで、その他は週2組である。
一部の一連指定番号が払底間近となってきたため、3ナンバーの一部の地名に限り、特定の番号の当せん組数が以下のように減少している。
| 減少開始日              | 地名                                                                                               | 番号    | 変更内容         | 出典   |
| ----------------------- | -------------------------------------------------------------------------------------------------- | ------- | ---------------- | ------ |
| 2010年5月13日           | 品川・大阪・神戸                                                                                   | ・・・8 | 週4組から週2組へ | [ 43 ] |
| 2010年5月13日           | 神戸                                                                                               | ・・88  | 週2組から週1組へ | [ 43 ] |
| 2011年5月19日           | 和泉                                                                                               | ・・・8 | 週4組から週2組へ | [ 44 ] |
| 2011年5月19日           | 大阪                                                                                               | ・・・8 | 週2組から週1組へ | [ 44 ] |
| 2012年5月17日           | 横浜・名古屋・京都・なにわ                                                                         | ・・・8 | 週4組から週2組へ | [ 45 ] |
| 2012年5月17日           | 品川・神戸                                                                                         | ・・・8 | 週2組から週1組へ | [ 45 ] |
| 2012年5月17日           | 品川                                                                                               | ・・55  | 週2組から週1組へ | [ 45 ] |
| 2012年5月17日           | 京都                                                                                               | ・・77  | 週2組から週1組へ | [ 45 ] |
| 2012年5月17日           | 品川・大阪                                                                                         | ・・88  | 週2組から週1組へ | [ 45 ] |
| 2012年5月17日           | 横浜                                                                                               | 11-88   | 週2組から週1組へ | [ 45 ] |
| 2012年5月17日           | 大阪                                                                                               | 77-88   | 週2組から週1組へ | [ 45 ] |
| 2013年5月16日           | 和泉・京都                                                                                         | ・・・8 | 週2組から週1組へ | [ 46 ] |
| 2013年5月16日           | 大阪                                                                                               | ・123   | 週2組から週1組へ | [ 46 ] |
| 2015年8月31日受付分から | 横浜                                                                                               | ・・・1 | 週4組から週2組へ | [ 50 ] |
| 2015年8月31日受付分から | 品川・名古屋・和泉・神戸                                                                           | ・・・3 | 週2組から週1組へ | [ 50 ] |
| 2015年8月31日受付分から | 練馬・岐阜・奈良                                                                                   | ・・・8 | 週4組から週2組へ | [ 50 ] |
| 2015年8月31日受付分から | 横浜・なにわ                                                                                       | ・・・8 | 週2組から週1組へ | [ 50 ] |
| 2016年6月13日受付分から | 品川・足立・練馬・多摩・千葉・群馬・名古屋・岐阜・三重・大阪・なにわ・和泉・滋賀・姫路・広島・福岡 | ・・・1 | 週4組から週2組へ | [ 51 ] |
| 2016年6月13日受付分から | 札幌・大宮・京都・神戸・奈良・岡山                                                                 | ・・・1 | 週4組から週1組へ | [ 51 ] |
| 2016年6月13日受付分から | 多摩・千葉・横浜・岐阜・大阪・なにわ・京都・奈良・岡山                                             | ・・・3 | 週2組から週1組へ | [ 51 ] |
| 2016年6月13日受付分から | 大宮・岐阜・なにわ・和泉・京都・神戸                                                               | ・・・5 | 週2組から週1組へ | [ 51 ] |
| 2016年6月13日受付分から | 横浜・名古屋・大阪・神戸                                                                           | ・・・7 | 週4組から週2組へ | [ 51 ] |
| 2016年6月13日受付分から | 品川                                                                                               | ・・・7 | 週4組から週1組へ | [ 51 ] |
| 2016年6月13日受付分から | 足立                                                                                               | ・・・8 | 週4組から週2組へ | [ 51 ] |
| 2016年6月13日受付分から | 大宮・滋賀・岡山                                                                                   | ・・・8 | 週4組から週1組へ | [ 51 ] |
| 2016年6月13日受付分から | 練馬・名古屋・岐阜・奈良                                                                           | ・・・8 | 週2組から週1組へ | [ 51 ] |
| 2016年6月13日受付分から | 横浜                                                                                               | ・・・9 | 週2組から週1組へ | [ 51 ] |
| 2016年6月13日受付分から | 横浜・京都                                                                                         | ・111   | 週2組から週1組へ | [ 51 ] |
| 2016年6月13日受付分から | 名古屋・神戸                                                                                       | ・123   | 週2組から週1組へ | [ 51 ] |
| 2016年6月13日受付分から | 大阪                                                                                               | 10-00   | 週2組から週1組へ | [ 51 ] |
| 2016年6月13日受付分から | 横浜                                                                                               | 80-00   | 週2組から週1組へ | [ 51 ] |
| 2016年6月13日受付分から | 品川・横浜・なにわ・京都・神戸                                                                     | 88-88   | 週4組から週2組へ | [ 51 ] |
| 2016年6月13日受付分から | 名古屋・大阪                                                                                       | 88-88   | 週4組から週1組へ | [ 51 ] |

#### 軽自動車
軽自動車については、自家用の「・・・1」「・・・7」「・・・8」「・・88」「・333」「・555」「・777」「・888」「11-11」「33-33」「55-55」「77-77」「88-88」は抽選指定番号とされ、毎週行われる抽選で当せんした者のみに払い出される。当せんするのは週1組のみで、前述した特定地域のみ抽選になっている番号の抽選は、軽自動車では不要である。また登録車と同じく抽選対象番号は一般払い出しと同じ分類番号から始まるため、偶然取得することができない。つまり、一般払い出しの最初の番号は「・・・2」で、一般払い出しの車両番号数は9,786通りとなる。
2014年6月16日以降、登録車と同様、すべての地名に対し「20-20」が抽選番号に追加された。2017年2月13日以降、すべての地名に対し「20-19」が抽選番号に追加された。
登録車同様、一部の車両番号で払底する恐れが出たため、全国一律の抽選指定番号に加え、特定の地域名表示に限った抽せん指定番号として払い出される車両番号が以下のように変更された。
| 開始日                                                                                    | 地名                     | 番号    | 出典   |
| ----------------------------------------------------------------------------------------- | ------------------------ | ------- | ------ |
| 2008年5月15日（払い出し開始） 2008年5月7日（受付開始） 2008年5月5日（ネット申し込み開始） | 和泉・京都・奈良・岡山   | ・・・3 | [ 41 ] |
| 2008年5月15日（払い出し開始） 2008年5月7日（受付開始） 2008年5月5日（ネット申し込み開始） | 和泉・京都・岡山         | ・・・5 | [ 41 ] |
| 2008年5月15日（払い出し開始） 2008年5月7日（受付開始） 2008年5月5日（ネット申し込み開始） | 和泉                     | ・111   | [ 41 ] |
| 2008年5月15日（払い出し開始） 2008年5月7日（受付開始） 2008年5月5日（ネット申し込み開始） | 岡山                     | ・123   | [ 41 ] |
| 2008年5月15日（払い出し開始） 2008年5月7日（受付開始） 2008年5月5日（ネット申し込み開始） | 熊谷                     | 11-22   | [ 41 ] |
| 2008年5月15日（払い出し開始） 2008年5月7日（受付開始） 2008年5月5日（ネット申し込み開始） | 熊谷                     | 25-25   | [ 41 ] |
| 2008年5月15日（払い出し開始） 2008年5月7日（受付開始） 2008年5月5日（ネット申し込み開始） | 和泉                     | 80-08   | [ 41 ] |
| 2009年5月14日（払い出し開始） 2009年5月7日（受付開始） 2009年5月4日（ネット申し込み開始） | 岐阜・滋賀               | ・・・3 | [ 42 ] |
| 2009年5月14日（払い出し開始） 2009年5月7日（受付開始） 2009年5月4日（ネット申し込み開始） | 岡山                     | ・・33  | [ 42 ] |
| 2009年5月14日（払い出し開始） 2009年5月7日（受付開始） 2009年5月4日（ネット申し込み開始） | 京都                     | ・111   | [ 42 ] |
| 2009年5月14日（払い出し開始） 2009年5月7日（受付開始） 2009年5月4日（ネット申し込み開始） | 岡山                     | 10-01   | [ 42 ] |
| 2009年5月14日（払い出し開始） 2009年5月7日（受付開始） 2009年5月4日（ネット申し込み開始） | 岡山                     | 11-22   | [ 42 ] |
| 2009年5月14日（払い出し開始） 2009年5月7日（受付開始） 2009年5月4日（ネット申し込み開始） | 大宮・所沢               | 25-25   | [ 42 ] |
| 2009年5月14日（払い出し開始） 2009年5月7日（受付開始） 2009年5月4日（ネット申し込み開始） | 富士山                   | 37-76   | [ 42 ] |
| 2009年5月14日（払い出し開始） 2009年5月7日（受付開始） 2009年5月4日（ネット申し込み開始） | 滋賀・京都               | 80-08   | [ 42 ] |
| 2011年5月19日（払い出し開始） 2011年5月9日（受付開始） 2011年5月9日（ネット申し込み開始） | 岡山                     | ・・・2 | [ 44 ] |
| 2011年5月19日（払い出し開始） 2011年5月9日（受付開始） 2011年5月9日（ネット申し込み開始） | 岐阜                     | ・・・5 | [ 44 ] |
| 2011年5月19日（払い出し開始） 2011年5月9日（受付開始） 2011年5月9日（ネット申し込み開始） | 京都・岡山               | ・・11  | [ 44 ] |
| 2011年5月19日（払い出し開始） 2011年5月9日（受付開始） 2011年5月9日（ネット申し込み開始） | 京都・和泉               | 10-00   | [ 44 ] |
| 2011年5月19日（払い出し開始） 2011年5月9日（受付開始） 2011年5月9日（ネット申し込み開始） | 和泉・広島               | 10-01   | [ 44 ] |
| 2011年5月19日（払い出し開始） 2011年5月9日（受付開始） 2011年5月9日（ネット申し込み開始） | 姫路                     | 25-25   | [ 44 ] |
| 2011年5月19日（払い出し開始） 2011年5月9日（受付開始） 2011年5月9日（ネット申し込み開始） | 岡山                     | 80-08   | [ 44 ] |
| 2014年6月16日（払い出し開始） 2014年6月9日（受付開始）                                    | 滋賀                     | ・・・5 | [ 35 ] |
| 2014年6月16日（払い出し開始） 2014年6月9日（受付開始）                                    | 京都                     | ・・77  | [ 35 ] |
| 2014年6月16日（払い出し開始） 2014年6月9日（受付開始）                                    | 神戸                     | 25-25   | [ 35 ] |
| 2014年6月16日（払い出し開始） 2014年6月9日（受付開始）                                    | 姫路                     | 80-08   | [ 35 ] |
| 2016年6月13日（抽選開始）                                                                 | 滋賀                     | ・・11  | [ 48 ] |
| 2016年6月13日（抽選開始）                                                                 | 岐阜・滋賀・京都・岡山   | 25-25   | [ 48 ] |
| 2016年6月13日（抽選開始）                                                                 | 神戸                     | 80-08   | [ 48 ] |
| 2017年7月31日（抽選開始）                                                                 | 奈良                     | ・・・5 | [ 49 ] |
| 2017年7月31日（抽選開始）                                                                 | 札幌、水戸、宇都宮、奈良 | 25-25   | [ 49 ] |
| 2017年7月31日（抽選開始）                                                                 | 岐阜                     | 80-08   | [ 49 ] |

## 封印
封印は、金属製の円状のもので、軽自動車と二輪以外の自動車の後部のナンバープレートの左側に装着される。1990年代までは、大きさ、色、形状、いずれも地域により異なっていたが、1993年（平成5年）7月に全国で統一された。さらに、2004年（平成16年）には、犯罪などによる不正使用防止のため改良を受けた。
封印上の文字は自動車が登録された管轄地域を示す。
- 北海道では運輸支局の支局名の頭文字、それ以外の都府県は都府県名の頭文字が刻印されている。
  - 「札幌」ナンバー →「札」、「函館」ナンバー →　「函」、東京都（「足立」「品川」「練馬」「多摩」「八王子」） →「東」、京都府 →「京」
- 他府県と頭文字が重複する地域
  - かつては「大」「愛」「福」「宮」「山」「長」の封印が存在したが、統一時に廃止された。現在は下記の該当する府県名の「府」または「県」を省いた部分の2文字（「大阪」など）が刻印されている。
    - 大阪府、大分県
    - 愛知県、愛媛県
    - 福島県[注釈 11]、福井県、福岡県
    - 宮城県、宮崎県
    - 山形県、山梨県、山口県
    - 長野県、長崎県
- 一部の省庁の車両
  - 各省庁の頭文字が刻印されている。

### 取り付け方法の規制

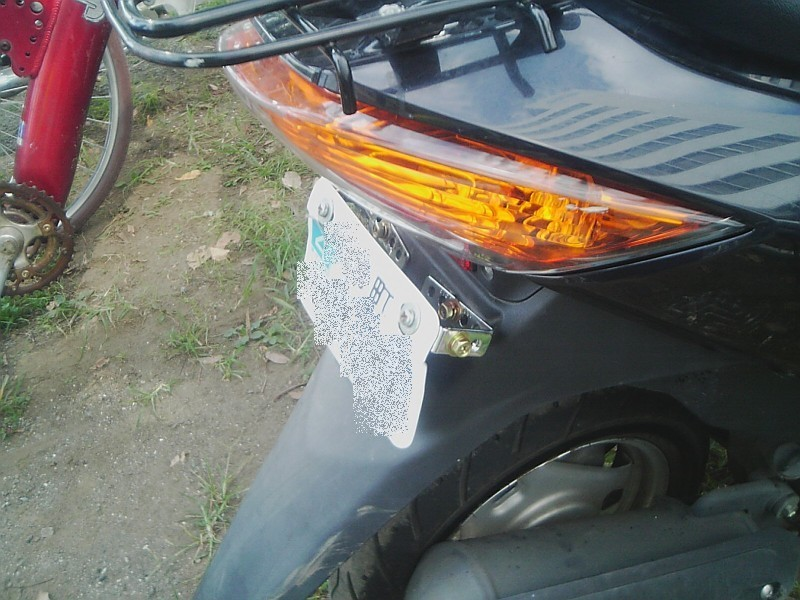
可倒式のステー金具で取り付けられた原付のナンバープレート

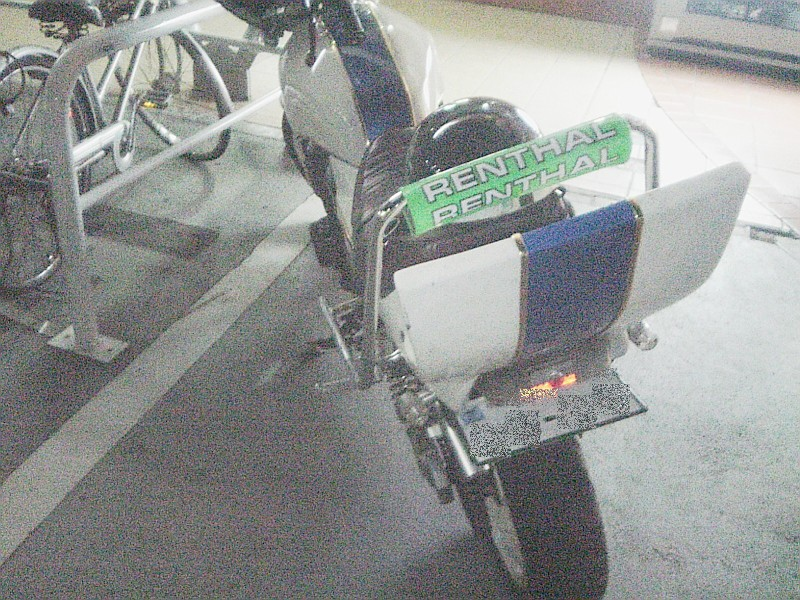
水平に取り付けられた二輪のナンバープレート。
後方からはほとんどナンバーが読めなくなる。

殆どの都道府県では、都道府県公安委員会規則により、小型特殊自動車、および道路運送車両法で原動機付自転車となるもの（125cc以下の二輪やミニカー等）の標識（ナンバープレート）の取付義務を定めており、違反すると公安委員会遵守事項違反として規定の反則金適用、または5万円以下の罰金に処される。検査対象外軽自動車、検査対象軽自動車、登録自動車の場合は番号標表示義務違反（道路運送車両法違反）となり、列挙した昇順に罰則が重くなる。
また、多くの都道府県で、条例または都道府県公安委員会規則により殆どの種類の車両（自動車・小特・原付）のナンバープレートに赤外線を吸収あるいは反射するカバーを装着し、またはそのような効果のある物質を付着させることを禁じており、違反すると公安委員会遵守事項違反として規定の反則金適用、または5万円以下の罰金に処される。ただし都道府県ごとに条文に細かい差異がある。
封印作業は、本来はナンバープレートを発行した運輸支局が行うものだが、実際には自動車を販売するディーラーなどに業務が委託されていることが多い。ただし、中には業務を受託したディーラーにおいて不適切な取り扱い（取り外した封印の再利用、認可外の作業場での作業等）が行われる事例もあり、それらが発覚した場合には委託が取り消されることもある（2024年の旭川トヨタなど）。

### 自動車ナンバープレートのカバー等規制
以下の規制は、基本的に小特・原付等の標識は対象外。
2010年秋からは着色カバーについても、国土交通省は取り付けを全面的に禁止して、違反者には罰金を科す予定としていたが、結果的にこの時点では制度改正は行われなかった。それ以降は、赤外線を吸収または反射することのないナンバープレートカバーのみ市販されていた。
ナンバープレートを水平に近い角度で取り付ける行為や、水平近くまで折り曲げる行為、法規で定められている“見やすいように表示しなければならない”点を満たしていないとして、違反として扱われる場合があった。ナンバープレートを倒して隠せるよう改造するための取付金具を製造、販売したメーカーが書類送検された事例もある。
- 四輪車の前部のナンバープレートを外し、ダッシュボード上に置く、フロントウインドシールド内に貼り付けて走行するなどの行為。
- ナンバープレートが泥、埃、煤などで自然に汚れている状態であっても、洗い落とさずに放置する行為。

以上のケースでは道路交通法（第55条2項）、道路運送車両法（第19条）および各都道府県の条例に抵触することがあった。
2015年2月に国土交通省の検討会が、ナンバープレートカバーの装着は禁止すべき等の方向性を出し、制度改正が行われ、2016年4月1日より施行された。これにより、ナンバープレートに対する以下の行為は禁止事項となり、違反すると番号標表示義務違反（道路運送車両法第109条違反）として50万円以下の罰金に処される事になった。
- カバー等で被覆すること
- シール等を貼り付けること
- 汚れた状態とすること
- 回転させて表示すること
- 折り返すこと

また、2021年4月1日以降に初めて登録を受ける自動車等においてはナンバープレートの角度やナンバーフレームのサイズにも規定が設けられることになっていたが、新型コロナウイルス感染症の流行の影響により同年10月に延期されている。

## 登録事項等証明書
ナンバープレートの所有者については、登録車に関し所有権の公証などを目的に運輸支局自動車検査登録事務所で交付される登録事項証明書に示される。登録事項証明書には、現在登録証明（手数料300円）と過去の全ての車歴が記載される詳細登録証明（手数料は車歴に応じて異なり、変更回数が多い程高い）とがある。ただし、軽自動車と二輪車は所有者の申請に限られる。
2007年11月より、個人情報の保護、車両の盗難やストーカーなどの犯罪防止のため、原則として
- 登録番号と車台番号の下7桁の明示
- 申請者の本人確認のため、運転免許証などの身分証明書の提示
- 証明書の具体的な請求理由

の三点が必要となった。私有地の放置車や民事訴訟で車台番号が不明な場合は、放置状態の写真や訴訟申立書など必要な書類をもってかえることができる。

## 仮ナンバー

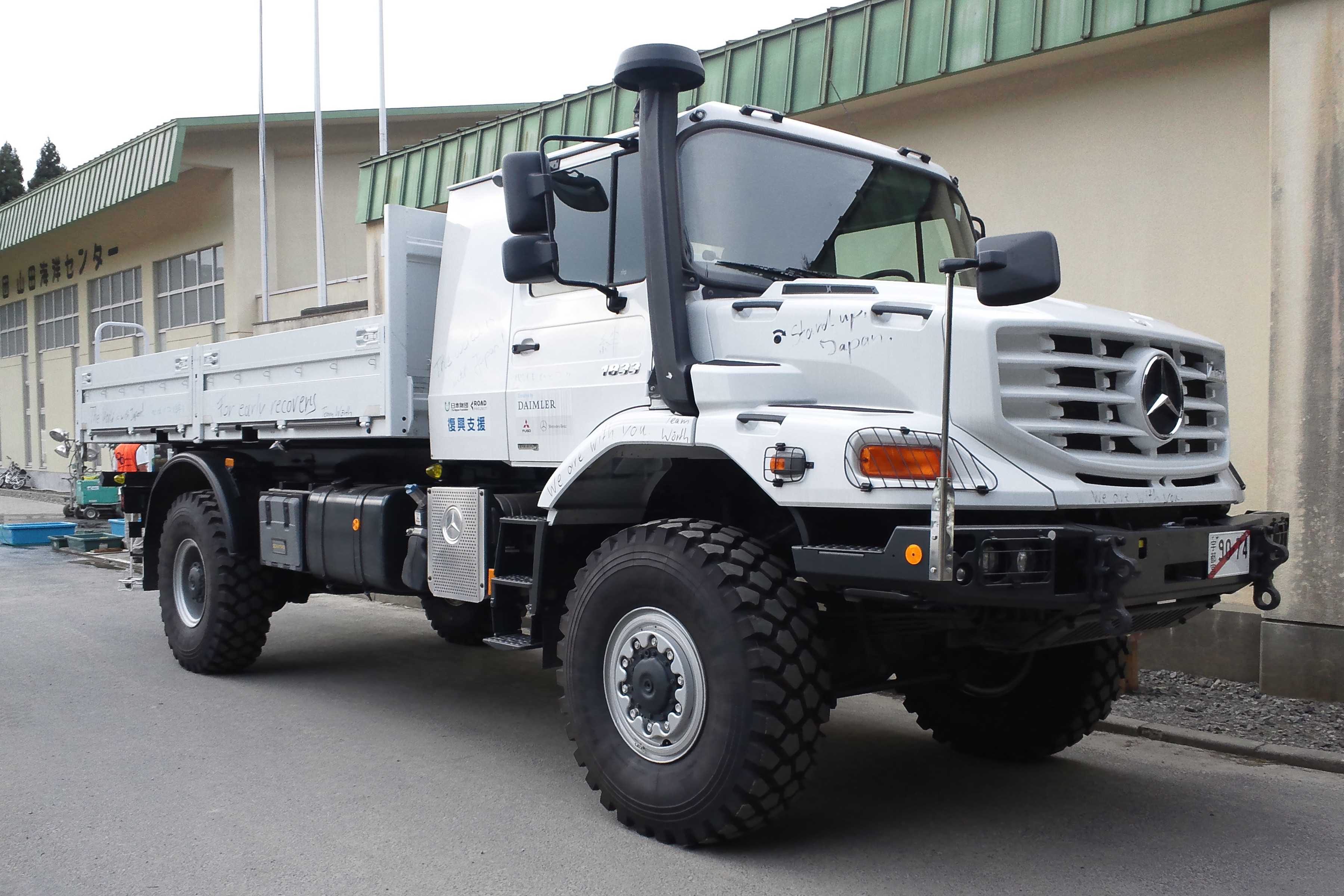
仮ナンバーを付けたメルセデス・ベンツ・ゼトロス。

仮ナンバーとは、主に抹消登録などで車検証を返納し、ナンバープレートが無い状態の時や、車検切れの自動車を運行する場合に一時的に使用されるものである。自動車保管場所から整備工場や運輸支局の検査場までや、輸出を含む譲渡や廃棄など、限定された区間の回送に限られる。一時的に「仮」にナンバーを取り付けて運行するという意味合いからの通称で、正式名称ではない。正式名称は「普通板」が「臨時運行許可番号標」（道路運送車両法第34条・第35条）と「回送運行許可番号標」（同法第36条の2）で、二種類、「小板」が臨時運転番号標である。

### 臨時運行許可番号標
許可は運行経路にあたる市町村で行う。道路運送車両法に基づく許可であるため、本来は国土交通省直轄である地方運輸局などで行うべき手続きだが、利用者の利便性を考慮し、市町村が代行している。許可には運行する車両の車検証や一時抹消証明書、検査証返納証明書などと、許可を受ける臨時運行期間が締結されている自動車損害賠償責任保険証（自賠責）が必要で、市町村によっては押印や運転免許証の提示を求めるところもある。許可申請は、臨時運行する車両ごとに行わなければならない。許可期間は道路運送車両法で最長5日と定められているが、短いところでは当日のみと定めている市町村もある。臨時運行の許可が終了した日から5日以内に返納することが法で定められている。この許可に申請者の条件はない。番号標は、白地に黒文字で右上角から左下角に赤斜線が入る。
過去には全日本ラリー選手権等、公道を使用して行われるラリー競技に日本国外から車両を持ち込んで参加する場合に、ラリーの主催者により仮ナンバーを申請し参戦を可能にした例も見られる。東日本大震災の復興支援として提供されたメルセデス・ベンツ・ゼトロスは日本で車両登録をしていなかったが、2年間の仮ナンバー使用が認められた。
返却期限後5日以内に返却されない場合、道路運送車両法の規定により、懲役刑や罰金刑など刑罰の対象となるが、近畿地方の6の府県の202の市町村を対象に国土交通省近畿運輸局が実施した実態調査で、2022年度に貸し出した臨時運行許可番号標の約2割が、同法が定める期限を超えても返却されていないことが、2023年12月に新聞報道で判明。総務省近畿管区行政評価局に「仮ナンバーを付けた車が長期間放置されている」などの情報が寄せられ、これを受けて同運輸局が、仮ナンバー計7万7,897組を該当の市町村に調査させた結果判明したもの。違法改造車の乗り回しなどの犯罪や、交通違反をしても運転者の特定に時間が掛かるなどの理由で悪用される可能性があることから、同省は今後、全国の市町村も対象とした調査を実施し、対応の強化を求めたいとしている。

### 回送運行許可番号標
許可は各地区の運輸支局で行う。許可を受けられる者は「自動車製作業者」「自動車販売業者」「自動車回送業者」および「自動車分解整備事業者」に限られ、許可には業種毎にその業務に関する取り扱い台数が一定以上あることなどの基準がある。前者の臨時運行許可番号標との大きな差異は、前者は一両ごとに許可を受ける必要があるのに対し、回送運行許可番号標は、許可を受けた者が保管し、繰り返し複数の車両に取り付けて運行できる点と、自賠責は回送運行許可番号標自体に締結されているため、運行する車両自体に付保されている必要が無いなど、各事業者の利便性を考慮している点である。許可証の有効期間は1年間で、5年毎に許可基準を満たしている事を審査するための更新制度がある。
番号標は、白地に黒文字で標板の外枠を赤で囲む。

### 通行料金
仮ナンバーはどれもが高速道路の入り口や料金所で車種の自動判別ができないため、高速道路会社では、車検証などによる排気量（軽自動車の場合）、軸数、寸法に基づいた料金とする規定を設けている。

## 字光式ナンバー
字光式ナンバー（じこうしきナンバー）とは、自動車のライトをつけたときにナンバープレートの文字部分が光るもの。字光式は大板・中板のうち、登録車の自家用・事業用・貸渡用及び軽自動車の自家用（白・緑・黄ナンバー）に存在し、軽自動車の事業用（黒ナンバー）、軽自動車の貸渡用及び小板の字光式は存在しない。光源には当初は白熱球が使用されており、雪国で付着した雪を熱で溶かす目的で開発されたという。のちに光源はLED、ELに取って代わられているが、その場合は付着した雪を溶かす性能はほとんど期待できず、今日においては雪を溶かすというよりも、自動車ファッションの一部となっている。

## 国際ナンバー
国際ナンバー（こくさいナンバー）とは、自国の車で外国に行くときに、自国のナンバープレートの代わりにつけるナンバーのこと。様式としては、地名表示が漢字・ひらがなではなくアルファベット表記である点と、ひらがな部分がローマ字であるという点、さらに一連指定番号が4桁の場合のハイフンがないという点が日本の一般ナンバーと異なる点である。

## 特種な車両

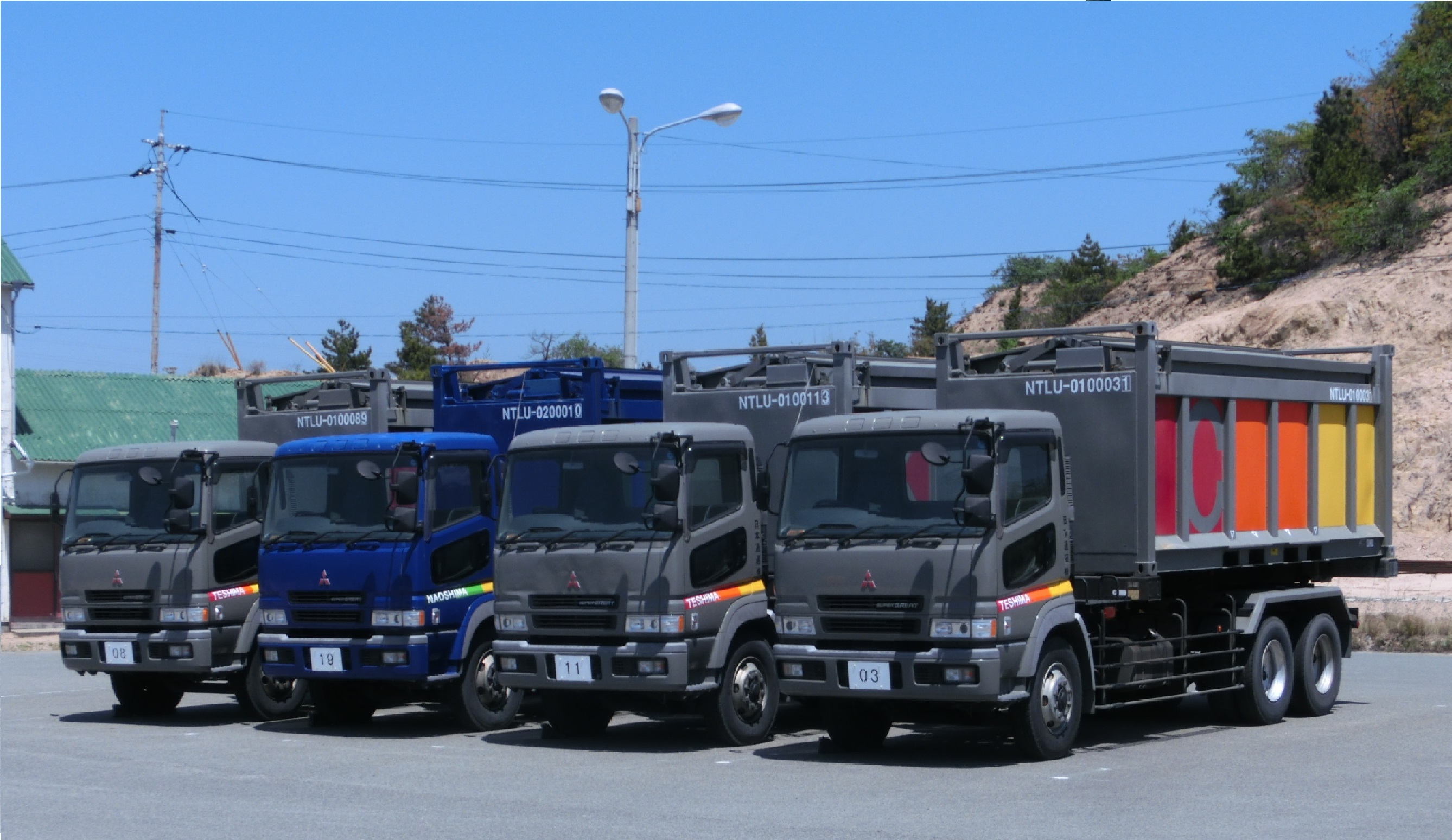
産廃輸送用のダンプカーに付いている、私有地のみで通用する独自の構内プレート。
豊島 (香川県)の元産廃地にて。

道路運送車両法施行規則第11条第1項で定められたナンバープレートとは異なるものをつける特種な車両がある。なお以下に記述するように天皇料車（宮内庁）の標識は、法的には、道路運送車両法に基づく自動車登録番号標であり、また在日米軍の軍人軍属の私有車両等の標識は、事業用、自家用を表示する平仮名の代わりに英字が使われているが、道路運送車両法施行規則第11条第1項で定められたナンバープレートである。

### 天皇料車（宮内庁）

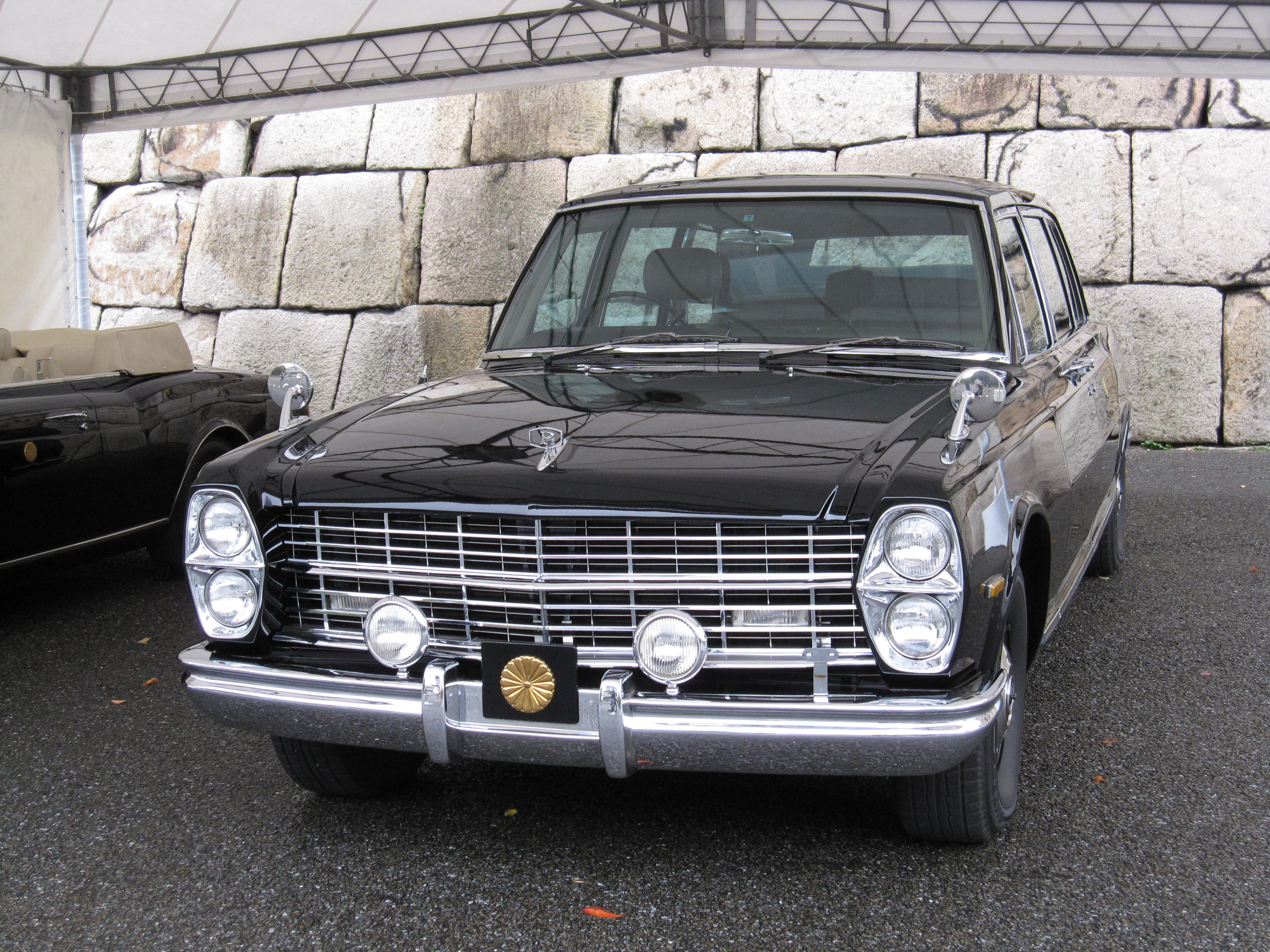
プリンスロイヤルにおける装着例
バンパー向かって右側にナンバープレート取付台座が見える。

「宮内庁の所管に属する自動車であつて、専ら天皇、皇后又は皇太后の用に供すべきもの」は、道路運送車両法施行規則第11条第2項の規定により第一号様式の二に定める、一般とは異なる様式の標識を取り付ける。円形で、中央に梨地で特殊な文様を配し、上段に「皇」の文字、下段に算用数字が浮き出ている。色は、銀色地に金文字。直径は約10センチ。この標識は、下記の自衛隊、外交官車両の標識とは異なり、特殊な様式ではあるが法的には、道路運送車両法に基づく自動車登録番号標である。
御料車には金の菊花紋章入り黒プレートが付されていることがあるが、これはナンバープレートではなく、公務走行中（本人が乗っている）を表す標識（着脱式で、陸送中などの非公務走行では外す）。実際のプレートはバンパー右上部に装着される。1958年に定められる。
なお、地方税法146条1項により、国は地方税である自動車税が非課税となるが、地方税である自動車取得税ならびに国税である自動車重量税は納めることになる。車検の対象ともなるため、宮内庁管理部車馬課が宮内庁内に整備工場を設置している。

### 自衛隊車両 （防衛省）

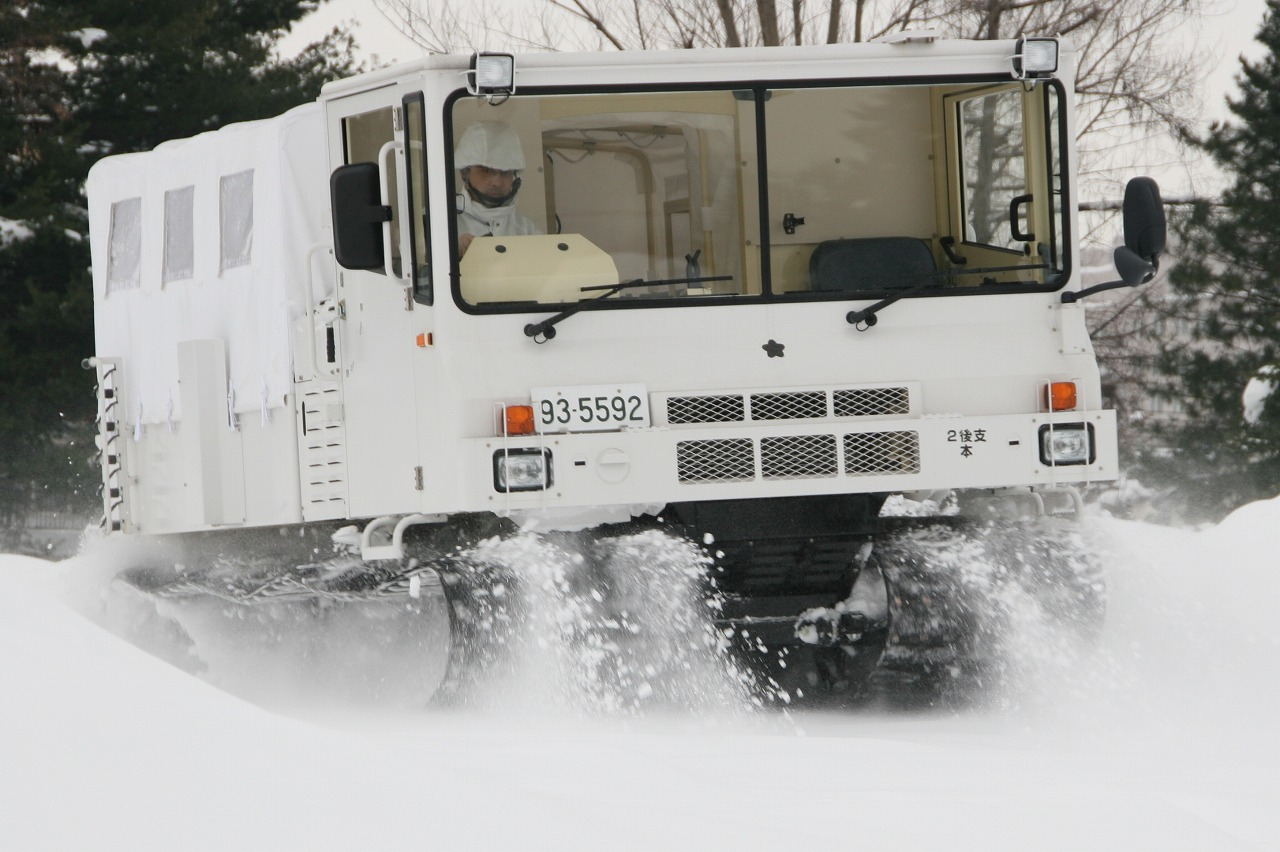
陸上自衛隊の10式雪上車。全装軌車であるためナンバーは「93」から始まる。

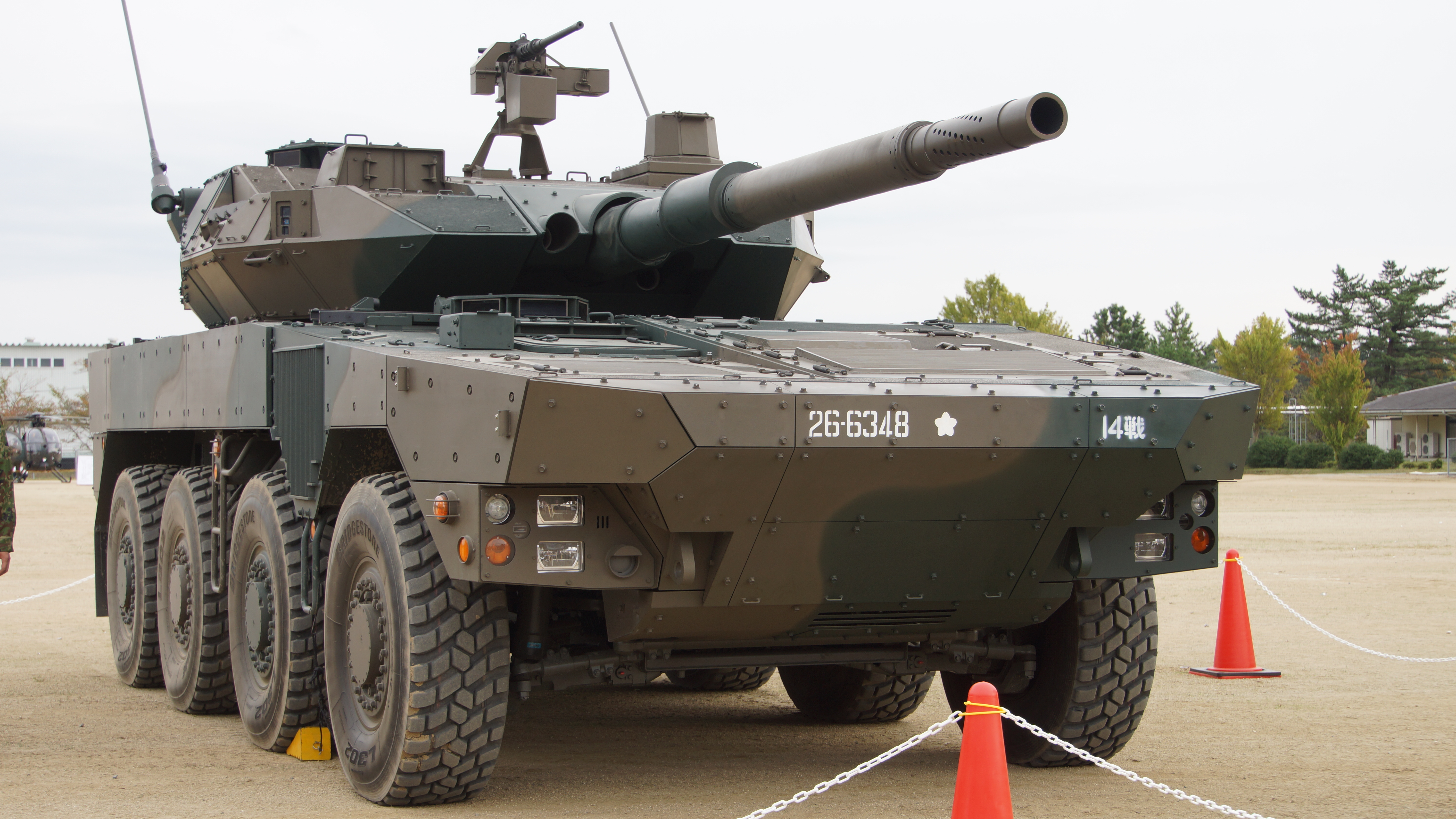
同16式機動戦闘車。装輪車であるため「26」から始まり、車体への塗装。

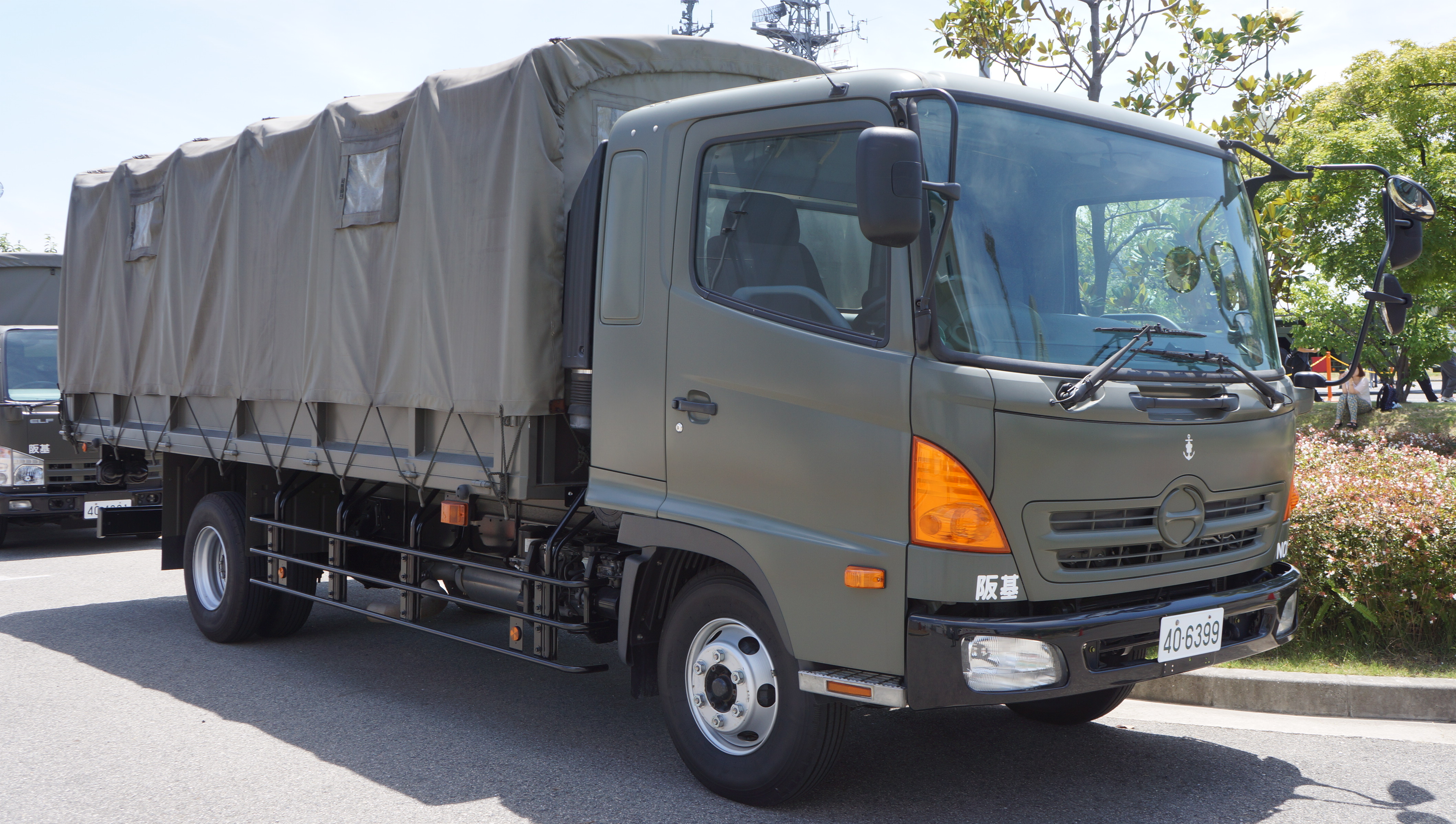
海上自衛隊の業務トラック。ナンバーは「40」から始まる。

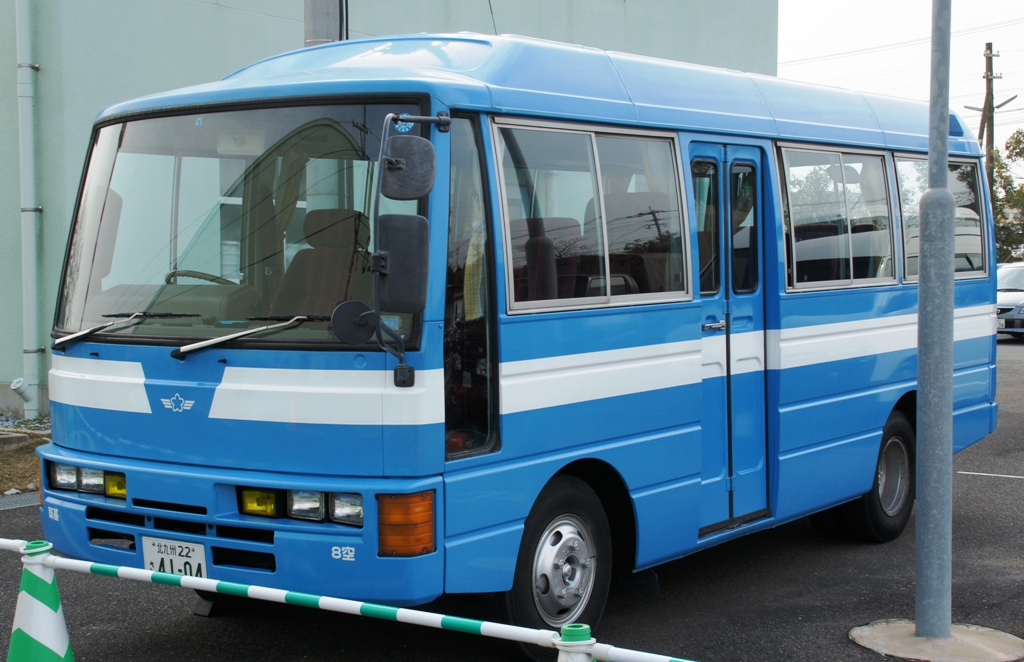
航空自衛隊の小型人員輸送車。ナンバープレートは一般車両と同じ

自衛隊法114条により道路運送車両法が適用されないことから、ナンバープレートは特殊なものである。
「01-2345」のように2桁と4桁のアラビア数字で構成された白地に緑文字表記で、寸法も独自の物が取り付けられている。ただし、車体の形状上プレートが付けられない装甲戦闘車両（戦車など）などは、必要に応じてプレートでなく車体に塗装する。車検の対象にもならないが、自衛隊内の保安基準、検査基準により、自衛隊内で整備している。
自衛隊が保有する車両のうち、高官送迎用車両や警務隊の覆面車、人員輸送車などの一部に一般車両と同様のナンバープレートを装着するものが存在する。これらについては道路運送車両法が適用され、車検や課税の対象となる。地方税法の規定により自動車税は非課税であるが車検は自衛隊の隊内資格では行えず、自動車検査員の資格が必要である。
| 番号                 | 品名                                                                               | 物品管理区分                   | 物品管理区分                   |
| -------------------- | ---------------------------------------------------------------------------------- | ------------------------------ | ------------------------------ |
| 01 - 03              | 小型トラック系                                                                     | 車両および誘導武器             | 陸上自衛隊                     |
| 04                   | 他の番号の区分に属さない車輌および誘導武器たる自動車                               | 車両および誘導武器             | 陸上自衛隊                     |
| 05 - 08              | 中型トラック系 軽装甲機動車、高機動車、11/2t救急車 救急車 (陸上自衛隊駐屯地用)など | 車両および誘導武器             | 陸上自衛隊                     |
| 11                   | オートバイ                                                                         | 車両および誘導武器             | 陸上自衛隊                     |
| 20 - 37              | 大型トラック系 装輪車（82式指揮通信車、96式装輪装甲車など）                        | 車両および誘導武器             | 陸上自衛隊                     |
| 38                   | 特大型トラック系 含（6×4）                                                         | 車両および誘導武器             | 陸上自衛隊                     |
| 39 - 43              | 各種（車種等区分なし）                                                             | 海上自衛隊                     | 海上自衛隊                     |
| 44 - 49              | 各種（車種等区分なし）                                                             | 航空自衛隊                     | 航空自衛隊                     |
| 50 - 59              | 牽引車                                                                             | 車両および誘導武器             | 陸上自衛隊                     |
| 60 - 69・88          | 被牽引車                                                                           | 車両および誘導武器             | 陸上自衛隊                     |
| 70 - 77・83 - 85・87 | バケットローダーやブルドーザー等                                                   | 施設器材                       | 陸上自衛隊                     |
| 78 - 79              | レーダー搭載車輌など                                                               | 通信電子器材                   | 陸上自衛隊                     |
| 80                   | 野外洗濯セット2型・浄水セットなど                                                  | 需品器材                       | 陸上自衛隊                     |
| 81                   | 除染車3型など                                                                      | 化学器材                       | 陸上自衛隊                     |
| 82                   | 11/2t救急車など                                                                    | 衛生器材                       | 陸上自衛隊                     |
| 86                   | 航空科部隊で使用する車輌                                                           | 航空器材                       | 陸上自衛隊                     |
| 90 - 98              | 全装軌車（牽引車を除く）および半装軌車                                             | 車両および誘導武器             | 陸上自衛隊                     |
| 99                   | 各種（車種等区分なし）                                                             | 防衛装備庁（旧・技術研究本部） | 防衛装備庁（旧・技術研究本部） |

### 外交官車両 （外務省）

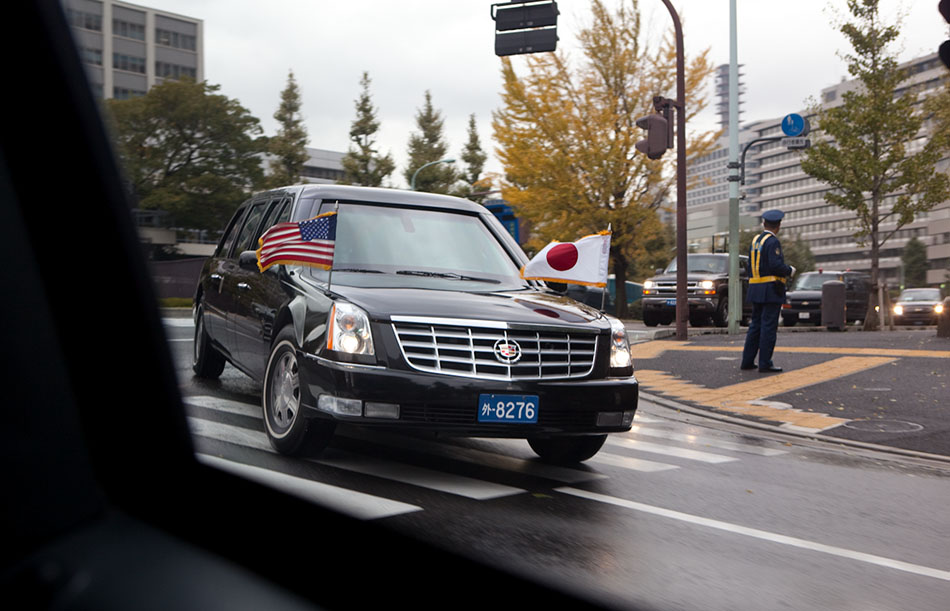
アメリカ合衆国大統領が乗る大統領専用車

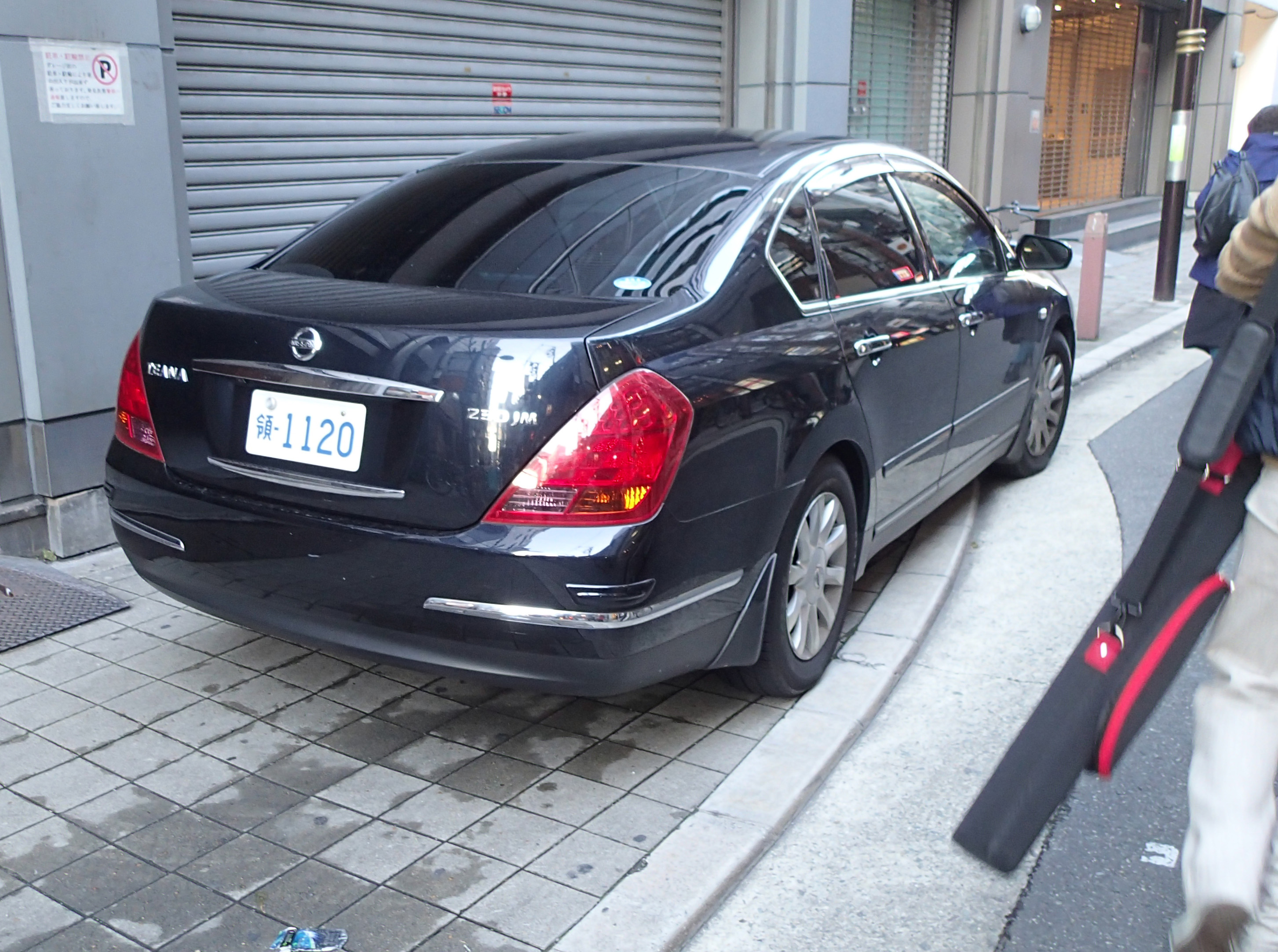
「領」ナンバーを付けた車。駐日カナダ領事部所属

外交官は、外交特権で日本国法の適用対象外となり、自動車税の納付義務等も課されず車検を受ける必要もない。そのため日本の法律では違法となるような装備や改造を施した車両（いわゆるフルスモーク車など）も存在する。また交通違反を犯したにもかかわらず、取り締まられない事や罰金の未払いのままである事も問題になっている。
外交官の車両のナンバープレートは外務省から発行され、俗に「外交ナンバー」「外ナンバー」や「ブルーナンバー」と通称される。
そのナンバープレートには、青地の板に白色で「外」「代」もしくは、白地の板に青色で「領」の一文字と3桁から5桁のアラビア数字が記される。なお数字の前には"‒"が入る場合がある。
ナンバープレートの、最初の一文字の意味は以下のようになっており、「外」「領」後に続く数字の百の位から上の桁の部分は派遣元国を意味している。
- 「◯」で囲まれた「外」; 特命全権大使の公用車
- 「外」; 外交団の公用車、その構成員の自用車
- 「領」; 領事団の公用車、その構成員の自用車
- 「代」; 外国代表部[73]・国際機関[74]の公用車

例を挙げると、外交官車両のナンバープレートは「外‒8276」のようになる。
現制度は1971年度に定められ、当時外交関係があった国に88番までアルファベット順で割り当てられた。以降は新たに大使館が開設された順にナンバリングされているが、大使館閉鎖等により欠番となった番号は、後年別の国が取得している。また車両が100台を超える場合は、一国で複数の番号を持つ。
| 番号 | 国名                     | 外務省英語表記                   | 制定時の国情報・備考                                                             |
| ---- | ------------------------ | -------------------------------- | -------------------------------------------------------------------------------- |
| 01   | アフガニスタン           | Afghanistan                      |                                                                                  |
| 02   | アルジェリア             | Algeria                          |                                                                                  |
| 03   | アルゼンチン             | Argentina                        |                                                                                  |
| 04   | オーストラリア           | Australia                        |                                                                                  |
| 05   | オーストリア             | Austria                          |                                                                                  |
| 06   | ベルギー                 | Belgium                          |                                                                                  |
| 07   | ボリビア                 | Bolivia                          |                                                                                  |
| 08   | ブラジル                 | Brazil                           |                                                                                  |
| 09   | ブルガリア               | Bulgaria                         |                                                                                  |
| 10   | ミャンマー               | Myanmar                          | ビルマ（Burma） 1989年 国名変更                                                  |
| 11   | カナダ                   | Canada                           |                                                                                  |
| 12   | アルメニア               | Armenia                          | 中央アフリカ共和国（Central African Republic）1992年12月大使館閉館               |
| 13   | スリランカ               | Sri Lanka                        | セイロン（Ceylon） 1972年 国名変更                                               |
| 14   | チリ                     | Chile                            |                                                                                  |
| 15   | ザンビア                 | Zambia                           | 中華民国（China） 1972年 国交断絶                                                |
| 16   | コロンビア               | Colombia                         |                                                                                  |
| 17   | コンゴ民主共和国         | Democratic Republic of the Congo | コンゴ民主共和国(Congo) 1971年 国名変更 ザイール（Zaire）1997年 国名変更         |
| 18   | コスタリカ               | Costa Rica                       |                                                                                  |
| 19   | キューバ                 | Cuba                             |                                                                                  |
| 20   | チェコ                   | Czech Republic                   | チェコスロバキア （Czechoslovakia）1993年 国家分立                               |
| 21   | デンマーク               | Denmark                          |                                                                                  |
| 22   | ドミニカ共和国           | Dominican Republic               |                                                                                  |
| 23   | エクアドル               | Ecuador                          |                                                                                  |
| 24   | エルサルバドル           | El Salvador                      |                                                                                  |
| 25   | エチオピア               | Ethiopia                         |                                                                                  |
| 26   | フィンランド             | Finland                          |                                                                                  |
| 27   | フランス                 | France                           |                                                                                  |
| 28   | ガボン                   | Gabon                            |                                                                                  |
| 29   | ドイツ                   | Germany                          |                                                                                  |
| 30   | ガーナ                   | Ghana                            |                                                                                  |
| 31   | ギリシャ                 | Greece                           |                                                                                  |
| 32   | グアテマラ               | Guatemala                        |                                                                                  |
| 33   | カタール                 | Qatar                            | ギニア（Guinea） 在ソ連兼轄大使館閉鎖（1972年12月東京に開館）                    |
| 34   | ハイチ                   | Haiti                            |                                                                                  |
| 35   | バチカン                 | Holy See                         |                                                                                  |
| 36   | ホンジュラス             | Honduras                         |                                                                                  |
| 37   | ハンガリー               | Hungary                          |                                                                                  |
| 38   | 大韓民国③                | Korea                            | アイスランド（Iceland） 在独兼轄大使館閉鎖（2001年10月東京に開館）               |
| 39   | インド                   | India                            |                                                                                  |
| 40   | インドネシア             | Indonesia                        |                                                                                  |
| 41   | イラン                   | Iran                             |                                                                                  |
| 42   | イラク                   | Iraq                             |                                                                                  |
| 43   | イスラエル               | Israel                           |                                                                                  |
| 44   | イタリア                 | Italy                            |                                                                                  |
| 45   | コートジボワール         | Cote d'Ivoire                    | 象牙海岸共和国（Ivory Coast）2000年 呼称変更                                     |
| 46   | セネガル                 | Senegal                          | ヨルダン（Jordan） 在中華民国兼轄大使館閉鎖（1974年東京に開館）                  |
| 47   | 大韓民国                 | Korea                            |                                                                                  |
| 48   | 大韓民国②                | Korea                            |                                                                                  |
| 49   | クウェート               | Kuwait                           |                                                                                  |
| 50   | ラオス                   | Laos                             |                                                                                  |
| 51   | レバノン                 | Lebanon                          |                                                                                  |
| 52   | リベリア                 | Liberia                          |                                                                                  |
| 53   | マダガスカル             | Madagascar                       |                                                                                  |
| 54   | マレーシア               | Malaysia                         |                                                                                  |
| 55   | メキシコ                 | Mexico                           |                                                                                  |
| 56   | モロッコ                 | Morocco                          |                                                                                  |
| 57   | ネパール                 | Nepal                            |                                                                                  |
| 58   | オランダ                 | Netherlands                      |                                                                                  |
| 59   | ニュージーランド         | New Zealand                      |                                                                                  |
| 60   | ニカラグア               | Nicaragua                        |                                                                                  |
| 61   | ナイジェリア             | Nigeria                          |                                                                                  |
| 62   | ノルウェー               | Norway                           |                                                                                  |
| 63   | パキスタン               | Pakistan                         |                                                                                  |
| 64   | パナマ                   | Panama                           |                                                                                  |
| 65   | パラグアイ               | Paraguay                         |                                                                                  |
| 66   | ペルー                   | Peru                             |                                                                                  |
| 67   | フィリピン               | Philippines                      |                                                                                  |
| 68   | ポーランド               | Poland                           |                                                                                  |
| 69   | ポルトガル               | Portugal                         |                                                                                  |
| 70   | ルーマニア               | Romania                          |                                                                                  |
| 71   | サウジアラビア           | Saudi Arabia                     |                                                                                  |
| 72   | シンガポール             | Singapore                        |                                                                                  |
| 73   | スペイン                 | Spain                            |                                                                                  |
| 74   | スウェーデン             | Sweden                           |                                                                                  |
| 75   | スイス                   | Switzerland                      |                                                                                  |
| 76   | タンザニア               | Tanzania                         |                                                                                  |
| 77   | タイ                     | Thailand                         |                                                                                  |
| 78   | トルコ                   | Turkey                           |                                                                                  |
| 79   | ロシア                   | Russia                           | ソビエト社会主義共和国連邦（Union of Soviet Socialist Republics）1991年 国家解体 |
| 80   | エジプト                 | Egypt                            | アラブ連合共和国（United Arab Republic） 1971年 国名変更                         |
| 81   | イギリス                 | United Kingdom                   |                                                                                  |
| 82   | アメリカ合衆国           | United States of America         |                                                                                  |
| 83   | アメリカ合衆国②          | United States of America         |                                                                                  |
| 84   | アメリカ合衆国③          | United States of America         |                                                                                  |
| 85   | ウルグアイ               | Uruguay                          |                                                                                  |
| 86   | ベネズエラ               | Venezuela                        |                                                                                  |
| 87   | アメリカ合衆国④          | United States of America         | ベトナム（南ベトナム）（Vietnam）1975年 国家消滅                                 |
| 88   | セルビア                 | Serbia                           | ユーゴスラビア（Yugoslavia） 1991年- 国家解体                                    |
| 89   | リビア                   | Libya                            | 1971年8月大使館開設                                                              |
| 90   | バングラデシュ           | Bangladesh                       |                                                                                  |
| 91   | 中華人民共和国           | China                            |                                                                                  |
| 92   | ギニア                   | Guinea                           |                                                                                  |
| 93   | スーダン                 | Sudan                            |                                                                                  |
| 94   | スロベニア               | Slovenia                         |                                                                                  |
| 95   | アイルランド             | Ireland                          |                                                                                  |
| 96   | モンゴル                 | Mongolia                         |                                                                                  |
| 97   | スロバキア               | Slovakia                         |                                                                                  |
| 98   | アラブ首長国連邦         | United Arab Emirates             |                                                                                  |
| 99   | ヨルダン                 | Jordan                           |                                                                                  |
| 100  | ベトナム                 | Vietnam                          |                                                                                  |
| 101  | パプアニューギニア       | Papua New Guinea                 |                                                                                  |
| 102  | チュニジア               | Tunisia                          |                                                                                  |
| 103  | シリア                   | Syria                            |                                                                                  |
| 104  | ケニア                   | Kenya                            |                                                                                  |
| 105  | オマーン                 | Oman                             |                                                                                  |
| 106  | ルワンダ                 | Rwanda                           |                                                                                  |
| 107  | フィジー                 | Fiji                             |                                                                                  |
| 108  | イエメン                 | Yemen                            |                                                                                  |
| 109  | ジンバブエ               | Zimbabwe                         |                                                                                  |
| 110  | コソボ                   | Kosovo                           |                                                                                  |
| 111  | ブルネイ                 | Brunei                           |                                                                                  |
| 112  | ルクセンブルク           | Luxembourg                       |                                                                                  |
| 113  | カメルーン               | Cameroon                         |                                                                                  |
| 114  | ジブチ                   | Djibouti                         |                                                                                  |
| 115  | ミクロネシア連邦         | Micronesia                       |                                                                                  |
| 116  | モーリタニア             | Mauritania                       |                                                                                  |
| 117  | ナミビア                 | Namibia                          |                                                                                  |
| 118  | 欧州連合                 | European Union                   |                                                                                  |
| 119  | 南アフリカ共和国         | South Africa                     |                                                                                  |
| 120  | ジャマイカ               | Jamaica                          |                                                                                  |
| 121  | マラウイ                 | Malawi                           |                                                                                  |
| 122  | クロアチア               | Croatia                          |                                                                                  |
| 123  | モザンビーク             | Mozambique                       |                                                                                  |
| 124  | ブルキナファソ           | Burkina Faso                     |                                                                                  |
| 125  | カンボジア               | Cambodia                         |                                                                                  |
| 126  | ウガンダ                 | Uganda                           |                                                                                  |
| 127  | ウクライナ               | Ukraine                          |                                                                                  |
| 128  | ベラルーシ               | Belarus                          |                                                                                  |
| 129  | マーシャル諸島           | Marshall Islands                 |                                                                                  |
| 130  | ウズベキスタン           | Uzbekistan                       |                                                                                  |
| 131  | カザフスタン             | Kazakhstan                       |                                                                                  |
| 132  | ボツワナ                 | Botswana                         |                                                                                  |
| 133  | エストニア               | Estonia                          |                                                                                  |
| 134  | リトアニア               | Lithuania                        |                                                                                  |
| 135  | ボスニア・ヘルツェゴビナ | Bosnia and Herzegovina           |                                                                                  |
| 136  | アンゴラ                 | Angola                           |                                                                                  |
| 137  | アイスランド             | Iceland                          |                                                                                  |
| 138  | ベリーズ                 | Belize                           |                                                                                  |
| 139  | マリ                     | Mali                             |                                                                                  |
| 140  | サンマリノ               | San Marino                       |                                                                                  |
| 141  | ベナン                   | Benin                            |                                                                                  |
| 142  | エリトリア               | Eritrea                          |                                                                                  |
| 143  | キルギス                 | Kyrgyz                           |                                                                                  |
| 144  | バーレーン               | Bahrain                          |                                                                                  |
| 145  | アゼルバイジャン         | Azerbaijan                       |                                                                                  |
| 146  | アルバニア               | Albania                          |                                                                                  |
| 147  | ラトビア                 | Latvia                           |                                                                                  |
| 148  | 東ティモール             | Timor-Leste                      |                                                                                  |
| 149  | モルディブ               | Maldives                         |                                                                                  |
| 150  | レソト                   | Lesotho                          |                                                                                  |
| 151  | 中華人民共和国②          | China                            |                                                                                  |
| 152  | ジョージア               | Georgia                          |                                                                                  |
| 153  | タジキスタン             | Tajikistan                       |                                                                                  |
| 154  | サモア                   | Samoa                            |                                                                                  |
| 155  | トーゴ                   | Togo                             |                                                                                  |
| 156  | コンゴ共和国             | Republic of Congo                |                                                                                  |
| 157  | トルクメニスタン         | Turkmenistan                     |                                                                                  |
| 158  | トンガ                   | Tonga                            |                                                                                  |
| 159  | 北マケドニア             | North Macedonia                  |                                                                                  |
| 160  | モルドバ                 | Moldova                          |                                                                                  |
| 161  | ロシア②                  | Russia                           |                                                                                  |
| 162  | パラオ                   | Palau                            |                                                                                  |
| 163  | キプロス                 | Cyprus                           |                                                                                  |
| 164  | マルタ                   | Malta                            |                                                                                  |

#### 交付
外交官が車両運行中に加害者として事故を起こした場合には、外交特権に絡んで、当事者である外交官を道路交通法違反などで刑事処罰できず、また国外退去も含め帰国してしまうと実質的に損害賠償金が取れないという問題が起こる可能性がある。なお、外務省では任意保険への加入を交付の条件としている。

#### 特例
外交官車両の中でも、通常日本国内では使用しない車両を持ち込む場合には、特別な配慮がなされる場合がある。
2017年11月にアメリカ大統領のドナルド・トランプが来日した際には、日本国内での移動用に本国から大統領専用車を2台持ち込んだが、この際「テレビの生中継でナンバーが映り込むなどして車両が特定されることを避けるため」として、車両の前後で異なるナンバーを記載したプレートが取り付けられた。このことに関する自動車専門誌の問い合わせに対し、外務省は「外交関係に関するウィーン条約にのっとった措置」とだけ回答しており、当該誌からは「今後他国の国家元首クラスの人物が来日した際にも同様の措置がとられる可能性がある」と指摘されている。

### 駐留米軍車両

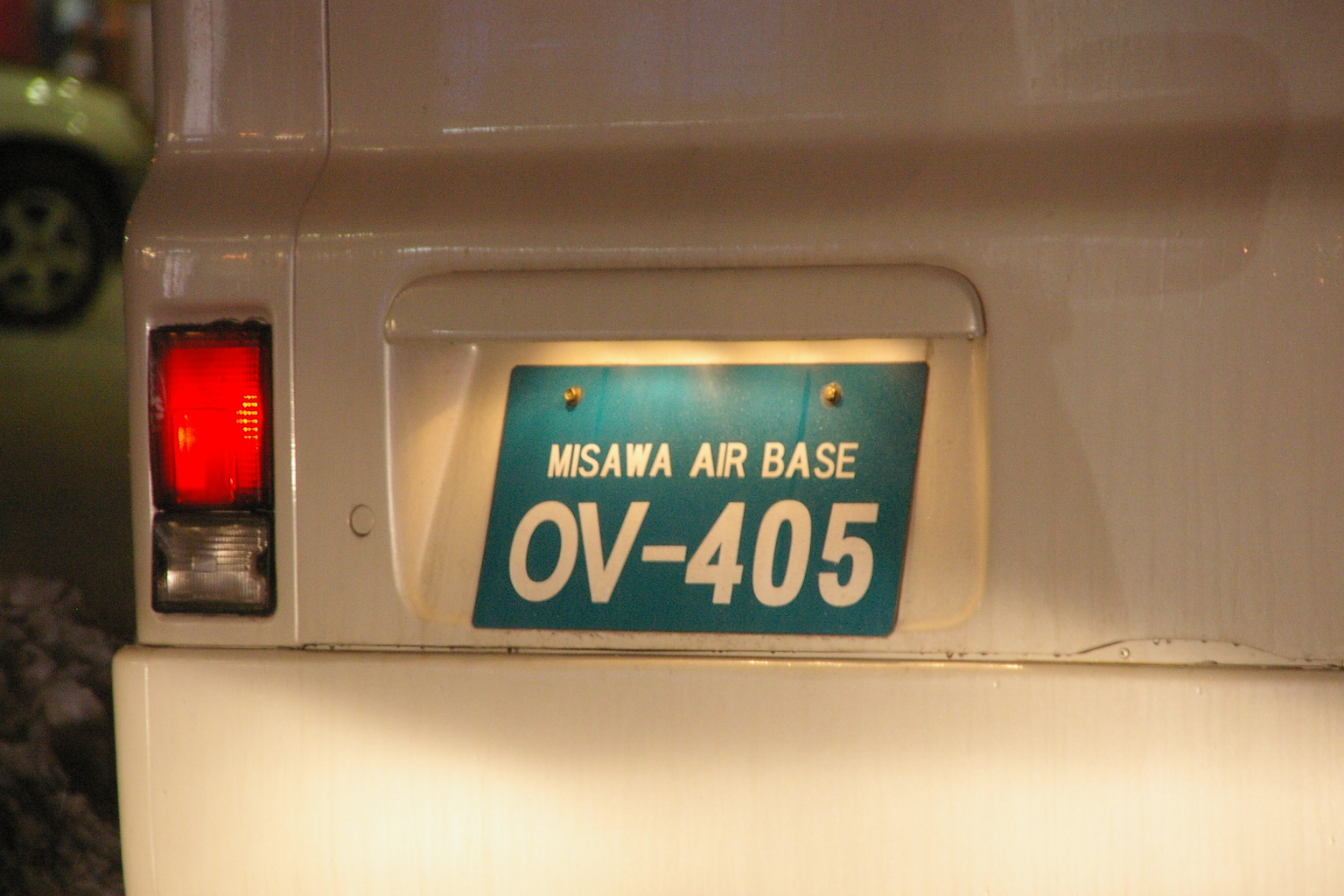
三沢基地登録のナンバープレート

在日米軍の軍人軍属の私有車両等につけられる。法的には道路運送車両法施行規則第11条第1項で定められたナンバープレートであり、様式としては一般のナンバープレートと同じあるが、事業用、自家用を表示する平仮名の代わりに英字が使われる（白地緑字（駐留軍人用）参照）。
軍用公務に供される車両は、米国や在外基地から持ち込まれる場合が多く、これらのナンバープレートはアメリカ軍やアメリカ国防総省が管理するため、書式は日本のものと全く異なる。米国式のナンバープレート書式（上段に所属・中段に番号・下段に用途がエンボスされている）のものか、むき出しの金属プレートに黒で番号のみペイントされているもの、プラスチック製のものもある。書式はおおむね以下の通りである。
- U.S.ARMY / U.S.AIR FORCE / U.S.NAVY / USN / U.S.MARINE / U.S.GOVERNMENT / DoDDS + 数字
- 上記に加え、もしくは単独で DOD / DLA / OV / OVA / ARJ / USARJ / MC / MCX / USMC + 数字
- CAMP（キャンプ地名） + 数字

いずれのナンバーも、"(FOR) OFFICIAL USE ONLY" の文字が中段もしくは下段に記載されている場合が多い。これら軍用公務車両の仮ナンバープレートは、上記文字に "TMP" が付加される。

## ナンバープレートの記念所蔵
2017年4月3日より、廃車・転居などでナンバープレートを返納する必要がある際に、希望する場合は所有者がナンバープレートを返納手続き後も記念に所持できるようになった。ただし不正使用防止のため、直径4cm以上の穴を開けなければならない（記念所蔵ナンバー破壊）。登録車と軽自動車が対象で、デザインナンバーでなくても可能。なお記念所蔵したい場合は、返納窓口にて記念所蔵したいと申し出ないと記念所蔵できない。各登録事務所にて穴の空いた所を塞ぐキャップを販売中

## ダンプカー表示番号の詳細

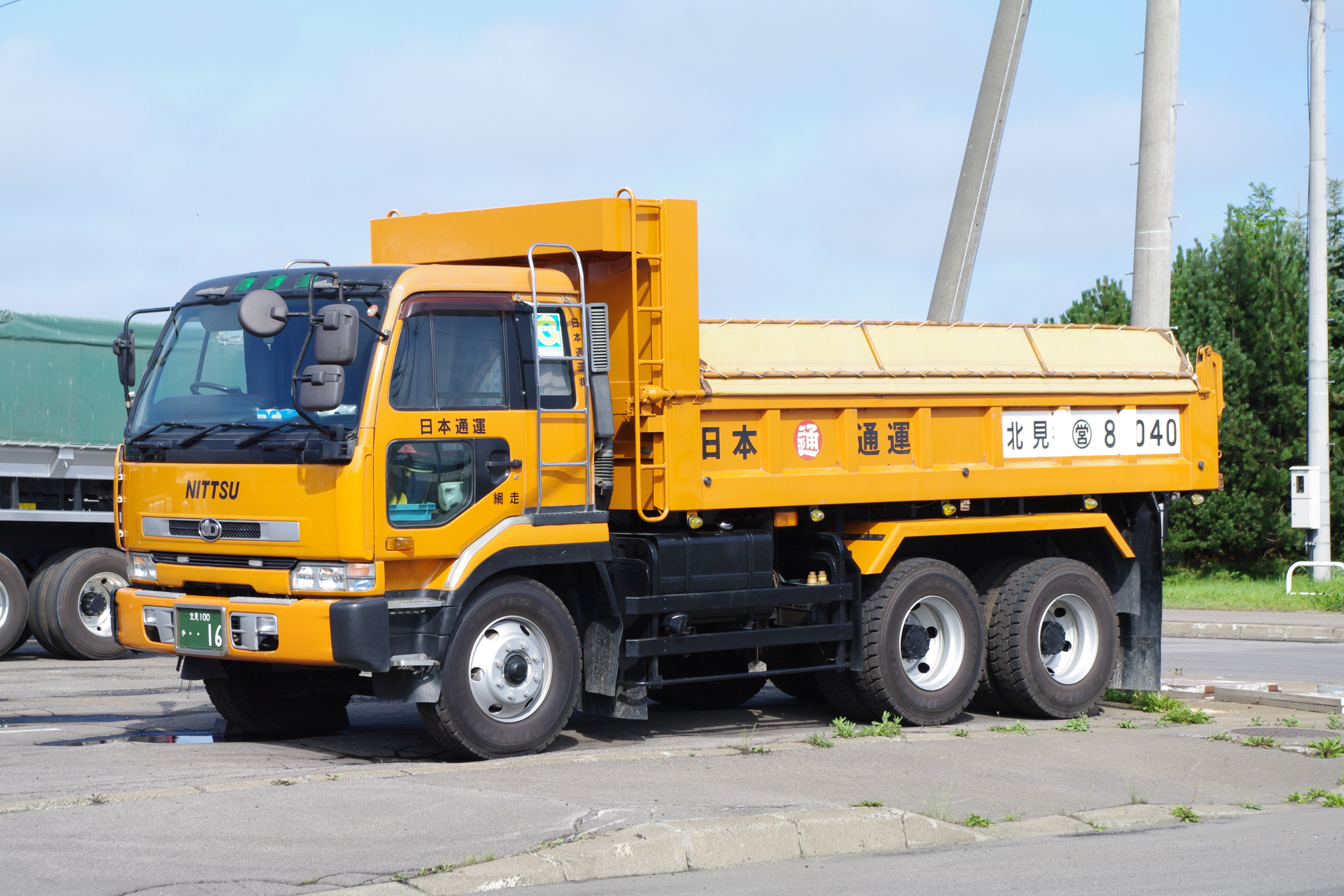
ダンプカーの荷台部分に番号が記載されている

表示番号は、土砂等を運搬する大型自動車による交通事故の防止等に関する特別措置法施行規則（以下、施行規則という）第6条の定めるところによりダンプカー荷台の両面・後面に表示しなければならない。また施行規則の別表第1によると、文字の高さ20cm、文字と数字の幅15cm、記号の幅20cm、文字と記号の太さ1.5cm、数字の太さ3cmとされている。表示方法は「ペンキ等により左横書きとし、文字、記号及び数字は黒とし、地を白色とすること」とされているが、黒地に白色の表示なども見られる。
表示方法は、「地名 分類（漢字一字） 番号」とされている。
地名については施行規則の別表第2の定めるところにより、「○○運輸支局」や「○○自動車検査登録事務所」などの「○○」の部分を表示する。基本的にはナンバープレートの地名表示と同じだが、運輸支局所在都市名のナンバープレートの場合はその地名表示が適用され、ご当地ナンバーの地名表示は適用されない。なお自動車検査登録事務所により一部表示が異なる地域があり、それらを以下に挙げる。また、表示番号の地名は2文字のため、「いわき」「春日部」「習志野」など3文字表記の場合、頭2文字が表示されて「いわ」「春日」「習志」となる。
- とちぎナンバー - 「佐野自動車検査登録事務所」のため「とち」ではなく「佐野」。
- 三河ナンバー - 「西三河自動車検査登録事務所」のため「三河」ではなく「西三」。ご当地ナンバーの「豊田」「岡崎」も同様。
- 尾張小牧ナンバー - 「小牧自動車検査登録事務所」のため「尾張」ではなく「小牧」。ご当地ナンバーの「一宮」「春日井」も同様。

分類に使用される漢字一文字については、正しくは「経営する事業の種類を表示する文字及び記号」という。施行規則の別表第3の定める7種類があり、経営する事業の種類によって決まっている。またこの漢字は○囲みである。
- 自動車運送業 - 営
- 採石業 - 石
- 砕石業 - 砕
- 砂利採取業 - 砂
- 砂利販売業 - 販
- 建設業 - 建
- その他 - 他（地方公共団体所有の車両、解体瓦礫処理業、建機レンタル会社のレンタカーなどで見られる）

番号については、5桁以下のアラビア数字とされている。
表示されている文字の書体については所有者の任意となることから様々で、通常はゴシック体だが明朝体のものもあり、同じ書体でも微妙な違いがみられるものもある。中には手書きのように見えるものもある。
また、表示方法についてはいくつかの例外がある。
- 前述したように白地に黒ではない表示がある。
- 数字が漢数字であったり、デジタル数字であったりするものがある。
- 分類の漢字一字の○囲みがない、あるいは○囲みの代わりに漢字の前に「丸」と書いてあったり、○ではなく◎や□で囲んであったりするものがある。
- 表示番号すべてを消していたり、○の中に文字がなかったりするものがある。
- 地名表示に略字を使っているものがある。
- 5桁の数字が分類用の漢字から放射状にそれぞれ斜めに書いてあるというものがある。
- 横書きでなく縦書きであったり、地名と漢字がローマ字表記であったりするものがある。

対象が「土砂等を運搬する大型自動車」のため、土砂等を運搬しないダンプカー（産業廃棄物などを積載）では表示せず、代わりに「土砂等積載禁止」などと表記される。また、大型車以外のダンプカーにも表示はされない。

## ダブルライセンス

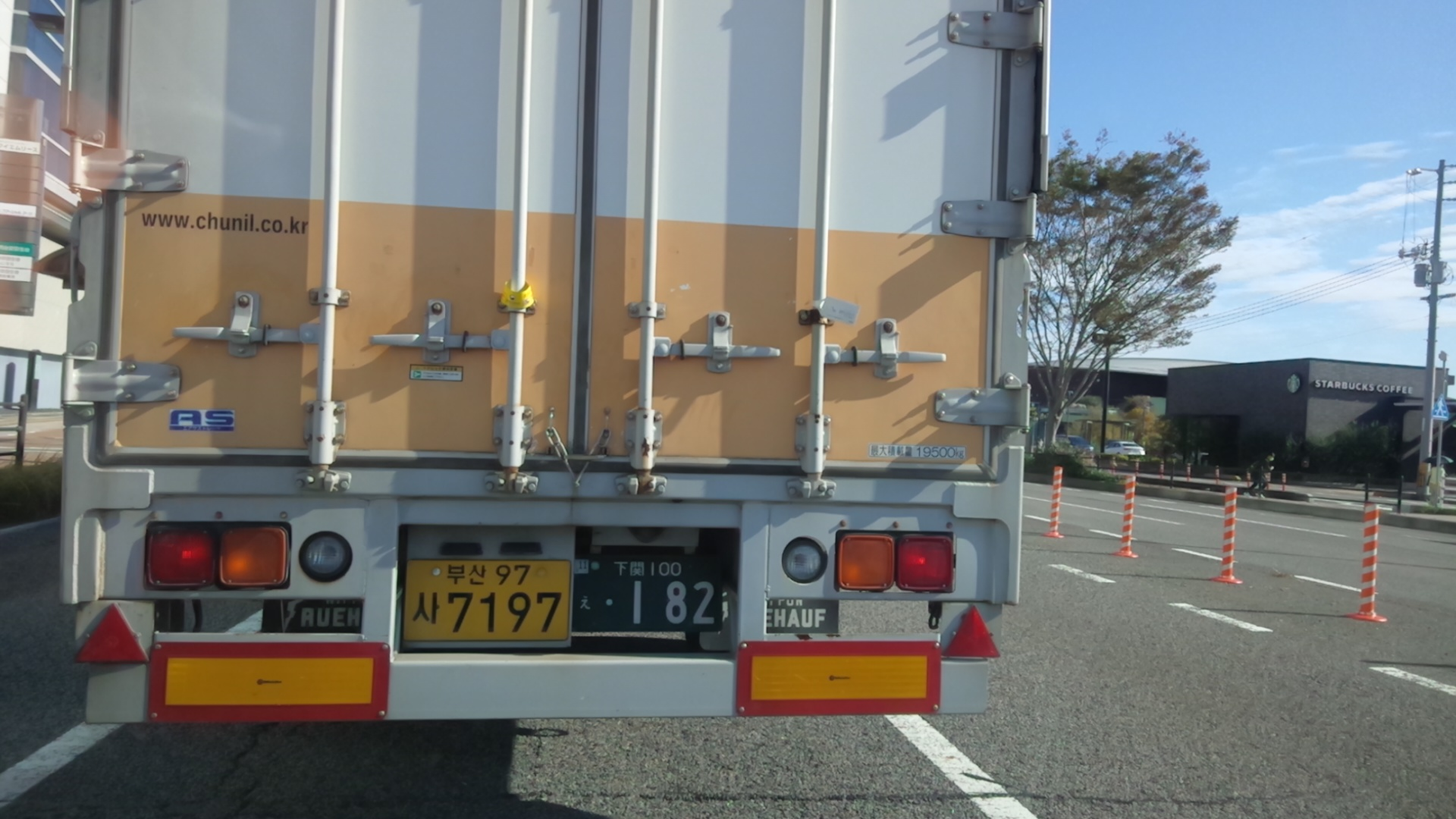
大韓民国（釜山広域市）と日本国（山口県下関市）両方のナンバープレートを装着したダブルライセンス車

日韓両政府は、一台のトラックに両国のナンバープレートを取り付け、公道を相互に乗り入れできるようにすることで合意し、2012年11月から実証実験が始まった。これまでも、日本のトラックが、特例措置として韓国内を走行することができたが、逆は不可能であった。通常、自動車が相手国に乗り入れるためには、国際ナンバーの取得、相手国での自賠責保険の加入等、毎回煩雑な手続きが必要であったが、これにより簡単に行き来できるようになる。ダブルライセンス制度は、既に中国と香港で導入されている。